# Musikåret 2007

## Händelser
- 27 januari – 29 personer skadas då golvet i en lokal på Norrlandsoperan i Umeå ger vika under en rockkonsert.[1]
- 30 januari – The Police meddelar att man den 11 februari skall återförenas genom ett uppträdande under Grammygalan.[2][3][4]
- 6 februari – Huvudförhandlingarna om vem som skrev manuset till musikalen Kristina från Duvemåla inleds. Dramatikern Carl-Johan Seth, inspirerad av berättelserna Vilhelm Moberg skrev ett manus som aldrig användes. Benny Andersson och Björn Ulvaeus skrev senare om det.[5]
- 7 mars – P3 Nyheter meddelar att på 10 år har över hälften av Sveriges skivaffärer slagit igen.[1]

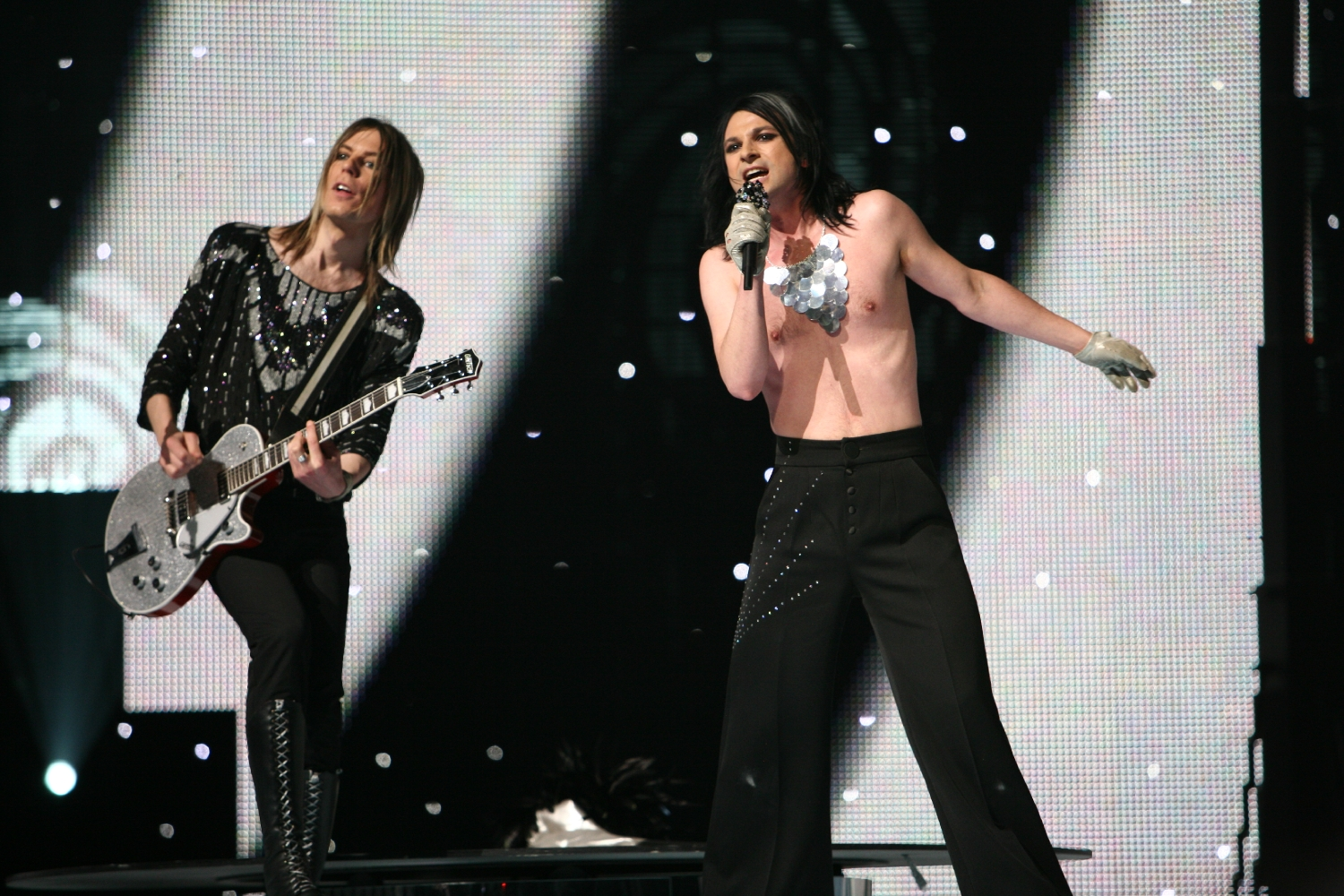
The Ark

- 10 mars – Låten The Worrying Kind framförd av The Ark vinner Melodifestivalen.[6]
- 23 mars – Björn Ulvaeus och Benny Andersson vinner tvisten i Stockholms tingsrätt mot Carl Johan Seth om vem det var som skrev manuset till musikalen Kristina från Duvemåla. Carl Johan Seth meddelar att han tänker överklaga domen.
- 1 april – Med 143 veckor har låten "Du är min man" med Benny Anderssons orkester och Helen Sjöholm legat längst av alla melodier på Svensktoppen sedan programmet startades 1962.[1]
- 10 april – En brand i Hendersonville i Tennessee i USA förstör June Carters och Johnny Cash tidigare hem.[7]
- 1 maj – Bloc Party uppträder på Cirkus, Stockholm.[8]

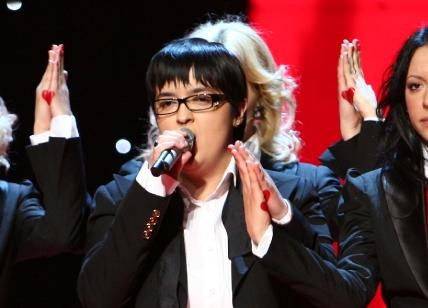
Marija Šerifović

- 12 maj – Låten Molitva framförd av Marija Šerifovićs vinner Eurovision Song Contest i Helsingfors.[9]
- 25 maj – Linkin Park uppträder på Globen, Stockholm.[10]
- 7 juni – Il Divo uppträder på Globen, Stockholm.[11]
- 19 juni – Justin Timberlake uppträder på Globen, Stockholm.[12]
- 26 juni – Arctic Monkeys uppträder på Annexet, Stockholm.[13]
- 7 juli – Live Earth lanseras för att uppmärksamma global uppvärmning.[14]
- 12 juli – Metallica uppträder på Stockholms stadion.[15]
- 5 augusti – 230 musiker och fans arresteras i Iran av staten under en illegal rockkonsert.[16]
- 10-11 augusti - Way Out West festivalen arrangeras för första gången.[17]
- 11–12 augusti – Den åttonde årliga Summer Sonic Festival hålls.[18]
- 23 augusti – "Dansbandsupproret" startar i Sverige då dansband protesterar mot att Sveriges Radio på bara några år börjat spela deras låtar allt mindre[19].
- 29 augusti – Keith Richards kritiserar de svenska tidningarna Aftonbladet och Expressen för dåliga recensioner och anklagelser om fylleskandaler.[1]
- 4 september – Minnesplakett till Small Faces och Don Arden avtäcks på 52-55 Carnaby Street i London[20]
- 8 september – "Weird Al" Yankovic ger sin 1 000:e liveshow i Idaho Falls.[21]
- 24 september – Gimme More, Britney Spears comebacksingel från albumet, Blackout, släpps. Singeln når snabbt 1 000 000 sålda exemplar.
- 28 september – På ett möte i Verona i Italien beslutar EBU att införa två semifinaler i Eurovision Song Contest från 2008 års tävling.[22]
- 14 oktober – Svensktoppen firar 45-årsjubileum med jubileumssändning.[23]
- 15 oktober – Cecilia Rydinger Alin från Sverige blir den första kvinnliga professorn i orkesterdirigering i Norden.[24]
- 1 november – Den danska Trackslisten etableras och ersätter den tidigare Top-20 listan.[25]

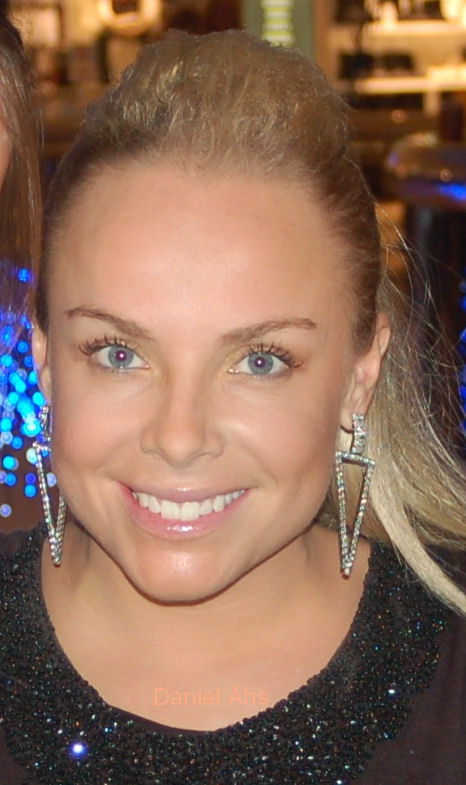
Marie Picasso.

- 7 december – Finalen av Idol vinns av Marie Picasso. Vinnarmelodin heter This Moment.[26]

## Priser och utmärkelser
- 2 januari: Rosenbergpriset – Rolf Martinsson[27]
- 23 januari: P3 Guld[28]
- 26 januari: Johnny Bode-stipendiet – Margareta Nilsson
- 29 januari: Litteris et Artibus – Thomas Schuback, Helena Döse, Göran Söllscher och Bernt Lysell[29]
- 30 januari: Grammisgalan[30]
- 9 februari: Manifestgalan
- 8 mars: Carin Malmlöf-Forsslings Pris – Paula af Malmborg Ward[31]
- 25 mars: Jazzkatten[32]
- 28 mars: Hugo Alfvénpriset – Karin Rehnqvist[33]
- 29 mars: Lunds Studentsångförenings solistpris – Peter Mattei[34]
- 17 april: Alice Babs Jazzstipendium – Jon Fält[35]
- 18 april: Olle Adolphsons minnespris – Gunnar Eriksson[36]
- 25 april: Ulla Billquist-stipendiet – Jessica Andersson[37]
- 2 maj: Tigertassen – Robert Broberg[38]
- 3 maj: Nordiska rådets musikpris – Eric Ericsons Kammarkör[39]
- 4 maj: Lars Gullin-priset – Gunnar Eriksson[40]
- 21 maj: Polarpriset – Sonny Rollins och Steve Reich[1]
- 8 juni: Svenska Dagbladets operapris – Maria Sundqvist[41]
- 19 juni: Jan Johansson-stipendiet – Elise Einarsdotter[42]
- 21 juni: Ted Gärdestadstipendiet – Mofeta & Jerre[43]
- 27 juni: Jazz i Sverige – Nils Berg
- 14 juli: Anita O'Day-priset – Carin Lundin
- 14 juli: Fred Åkerström-stipendiet – Alf Hambe[44]
- 5 augusti: Cornelis Vreeswijk-stipendiet – Peps Persson[45]
- 18 augusti: Birgit Nilsson-stipendiet – Emma Vetter[46]
- 2 september: Monica Zetterlund-stipendiet – Bernt Rosengren, Ulf Andersson och Salem Al Fakir[47]
- 3 september: Ceciliapriset – Carina Olofson[48]
- 23 september: Musikexportpriset – Bloodshy & Avant
- 25 oktober: Jenny Lind-stipendiet – Paulina Pfeiffer[49]
- 27 oktober: Årets körledare – Ingemar Månsson
- 28 oktober: Årets barn- och ungdomskörledare – Eva Svanholm Bohlin
- 29 oktober: Årets kör – Vokalharmonin
- 2 november: Platinagitarren – Benny Andersson[50]
- 5 november: Kungliga Musikaliska Akademiens Interpretpris – Peter Mattei
- 7 november: Göran Lagervalls Musikstipendium – Joakim Anterot
- 19 november: Crusellstipendiet – Olof Boman
- 27 november: Stora Christ Johnson-priset – Henrik Strindberg[51]
- 27 november: Kungliga Musikaliska Akademiens Jazzpris – Lennart Åberg[51]
- 12 december: Atterbergpriset – Bengt-Arne Wallin[52]
- 15 december: Medaljen för tonkonstens främjande – Nina Balabina, Bo Nilsson, Gustaf Sjökvist och Gunnar Staern
- 27 december: Spelmannen – Salem Al Fakir[53]

## Årets album
Soloartister är sorterade på efternamn, om de inte använder artistnamn utan efternamn. Musikgrupper är sorterade på första bokstaven (utan engelskans artiklar "The" och "A").

### A–G
- The Academy Is... – Santi
- Ryan Adams – Easy Tiger[54]
- The Agonist – Once Only Imagined
- Air – Pocket Symphony[55]
- Sonja Aldén – Till dig
- Tori Amos – American Doll Posse[56]
- Brett Anderson – Brett Anderson[57]
- Animal Collective – Strawberry Jam[58]
- Apocalyptica – Worlds Collide
- Arcade Fire – Neon Bible[55]
- Arch Enemy – Rise of the Tyrant[59]
- Arctic Monkeys – Favourite Worst Nightmare[60]
- The Ark – Prayer for the Weekend[61]
- Emilie Autumn – Laced/Unlaced
- Avenged Sevenfold – Avenged Sevenfold[62]
- Babyshambles – Shotter's Nation[63]
- Backstreet Boys – Unbreakable[64]
- Bad Brains – Build a Nation[65]
- Bad Religion – New Maps of Hell[66]
- Beastie Boys – The Mix-Up[67]
- Behemoth – The Apostasy[68]
- Marcus Berg – Markendeya
- Björk – Volta[69]
- Blanche – Little Amber Bottles
- Mary J. Blige – Growing Pains[70]
- Bloc Party – A Weekend in the City[71]
- Hanne Boel – Private Eye[72]
- Bon Jovi – Lost Highway[73]
- Mutya Buena – Real Girl[74]
- Billie the Vision and the Dancers – Where the Ocean Meets My Hand[75]
- BWO – Fabricator[76]
- Candlemass – King of the Grey Islands[77]
- Chamillionaire – Ultimate Victory[78]
- Chemical Brothers – We Are the Night[79]
- Clap Your Hands Say Yeah – Some Loud Thunder[80]
- Kelly Clarkson – My December[81]
- Clawfinger – Life Will Kill You[82]
- Client – Heartland[83]
- The Concretes – Hey Trouble[84]
- Peter Criss – One for All
- The Coral – Roots and Echoes[85]
- Coheed and Cambria – No World for Tomorrow
- Crashdïet – The Unattractive Revolution[86]
- The Culture In Memoriam – Abolish History, This is our Story[87]
- D.I. – On the Western Front[88]
- Dark Tranquillity – Fiction[89]
- Deerhoof – Friend Opportunity[90]
- The Detroit Cobras – Tied & True[91]
- Dia Psalma – Djupa skogen[92]
- Dir en grey – The Marrow of a Bone[93]
- Do Make Say Think – You, You're A History In Rust
- Dream Theater – Systematic Chaos[94]
- Hilary Duff – Dignity[95]
- Dungen – Tio Bitar[96]
- Eagles – Long Road out of Eden[97]
- Engel – Absolute Design
- Enslavement of Beauty – Mere Contemplations
- Entombed – Serpent Saints[98]
- E-Type – Eurotopia[99]
- Explosions in the Sky – All of a Sudden I Miss Everyone[100]
- Fall Out Boy – Infinity on High[101]
- Familjen – Det snurrar i min skalle[102]
- Feist – The Reminder[103]
- Fläskkvartetten – Voices of Eden[104]
- Franska Trion – Sings and Plays the Blues
- Marie Fredriksson – Tid för tystnad[105]
- Foo Fighters – Echoes, Silence, Patience & Grace[106]
- Art Garfunkel – Some Enchanted Evening[107]
- The Good The Bad & The Queen – The Good The Bad & The Queen[108]
- Graveyard - Graveyard[109]
- Good Charlotte – Good Morning Revival[110]

### H–R
- Albert Hammond Jr – Yours to Keep[111]
- Herbie Hancock – River: The Joni Letters[112]
- Staffan Hellstrand – Spökskepp[113]
- HIM – Venus Doom[114]
- The Hives – The Black and White Album[115]
- Hurricane Chris – 51/50 Ratchet
- Iced Earth – Framing Armageddon[116]
- Indica – Kadonnut puutarha
- Isolation Years – Sign, Sign[117]
- Jamie T – Panic Prevention[118]
- Olov Johansson – I lust och glöd[119]
- Jill Johnson – Music Row[120]
- Norah Jones – Not Too Late[118]
- Anna Järvinen – Jag fick feeling[121]
- Peter Jöback – Människor som du och jag[122]
- Kapten Röd – Stjärnorna finns här
- Kent – Tillbaka till samtiden[123]
- The Killers – Sawdust
- King Diamond – Gimme Your Soul... Please[124]
- Kings of Leon – Because of the Times[125]
- Christian Kjellvander – I Saw Her From Here/I Saw Here From Her[126]
- Korn – Untitled[127]
- Kultiration – Döden föder
- Larz-Kristerz – Stuffparty 3
- LCD Soundsystem – Sound of Silver[128]
- Jens Lekman – Night Falls Over Kortedala[129]
- Linkin Park – Minutes to Midnight[130]
- M.I.A. – Kala[131]
- Mando Diao – Never Seen the Light of Day[132]
- Manic Street Preachers – Send Away the Tigers[133]
- Manowar – Gods of War
- Marilyn Manson – Eat Me, Drink Me[134]
- Maroon 5 – It Won't Be Soon Before Long[135]
- Mayhem – Ordo Ad Chao[136]
- Meat Puppets – Rise to Your Knees[137]
- Megadeth – United Abominations[138]
- Melanie C – This Time
- Mika – Life in Cartoon Motion[139]
- Kate Nash – Made of Bricks[140]
- The New Pornographers – Challengers[141]
- Nile – Ithyphallic[142]
- Nine Horses – All For Nothing[143]
- Nine Inch Nails – Year Zero[144]
- Daniel Norgren – Kerosene Dreams
- Sinéad O'Connor – Theology
- of Montreal – Hissing Fauna, Are You the Destroyer?[145]
- Anne Sofie von Otter – Terezín/Theresienstadt[146]
- Ozzy Osbourne – Black Rain[147]
- Paramore – RIOT![148]
- The Perishers – Victorious[149]
- Pet Shop Boys – Disco 4[150]
- The Poodles – Sweet Trade[151]
- Porcupine Tree – Fear of a Blank Planet
- Queens of the Stone Age – Era Vulgaris[152]
- Radiohead – In Rainbows[153]
- Gruff Rhys – Candylion[154]
- Rihanna – Good Girl Gone Bad[155]
- Rush – Snakes & Arrows[156]
- Emilia Rydberg – Små ord av kärlek
- Timo Räisänen – Love Will Turn Around[157]

### S–Ö
- Sabaton – Metalizer
- Sahara Hotnights – What If Leaving Is a Loving Thing[158]
- Seether – Finding Beauty in Negative Spaces
- Frida Selander – Happy Knocks
- September – Dancing Shoes[159]
- Shadows Fall – Threads of Life[160]
- The Shins – Wincing the Night Away[161]
- Shout Out Louds – Our Ill Wills[162]
- Skinny Puppy – Mythmaker[163]
- The Smashing Pumpkins – Zeitgeist[164]
- Patti Smith – Twelve[165]
- Britney Spears – Blackout[166]
- Bruce Springsteen – Magic[167]
- The Stooges – The Weirdness[55]
- Svenska Akademien – Gör det ändå!
- Säkert! – Säkert![168]
- Sällskapet – Sällskapet[169]
- Takida – Bury the Lies[170]
- Sven-Bertil Taube – Alderville Road[171]
- Tegan and Sara – The Con[172]
- Timbuktu – Oberoendeframkallande[173]
- Tokio Hotel – Scream[174]
- Travis – The Boy with No Name[175]
- Trouble – Simple Mind Condition
- Tvivelfront – For the Win
- Type O Negative – Dead Again
- Magnus Uggla – Pärlor åt svinen[176]
- W.A.S.P. – Dominator
- Within Temptation – The Heart of Everything[177]
- The White Stripes – Icky Thump[178]
- Väsen – Linnaeus Väsen
- Kanye West – Graduation[179]
- Yeah Yeah Yeahs – Is Is[180]
- Neil Young – Chrome Dreams II[181]

## Årets singlar och hitlåtar
- Hilary Duff – With Love

### Listettor
Sverigetopplistan
| Datum                  | Låttitel                 | Artist/grupp                | Bakgrund |
| ---------------------- | ------------------------ | --------------------------- | -------- |
| 25 januari 2007 (1v)   | Don't You Know           | United DJ's vs. Pandora     | Sverige  |
| 1 februari 2007 (1v)   | I Can't Say I'm Sorry    | Erik Segerstedt             | Sverige  |
| 8 februari 2007 (2v)   | Värsta schlagern         | Markoolio & Linda Bengtzing | Sverige  |
| 22 februari 2007 (2v)  | Tokyo                    | Danny                       | Sverige  |
| 8 mars 2007 (1v)       | Girlfriend               | Avril Lavigne               | Kanada   |
| 15 mars 2007 (3v)      | The Worrying Kind        | The Ark                     | Sverige  |
| 5 april 2007 (4v)      | Cara Mia                 | Måns Zelmerlöw              | Sverige  |
| 3 maj 2007 (1v)        | The Worrying Kind        | The Ark                     | Sverige  |
| 10 maj 2007 (1v)       | Dunka mig gul & blå      | Frida Muranius              | Sverige  |
| 17 maj 2007 (1v)       | Ingen sommar utan reggae | Markoolio                   | Sverige  |
| 24 maj 2007 (1v)       | True Believer            | E-type                      | Sverige  |
| 31 maj 2007 (1v)       | En händig man            | Per Gessle                  | Sverige  |
| 7 juni 2007 (1v)       | Play it for the girls    | Danny                       | Sverige  |
| 14 juni 2007 (2v)      | Ingen sommar utan reggae | Markoolio                   | Sverige  |
| 28 juni 2007 (2v)      | Nathalie                 | Ola Svensson                | Sverige  |
| 12 juli 2007 (2v)      | Ingen sommar utan reggae | Markoolio                   | Sverige  |
| 26 juli 2007 (2v)      | Natalie                  | Ola Svensson                | Sverige  |
| 9 augusti 2007 (1v)    | I'm Gay                  | 6 AM ft. Cissi Ramsby       | Sverige  |
| 16 augusti 2007 (2v)   | Natalie                  | Ola Svensson                | Sverige  |
| 30 augusti 2007 (3v)   | Om du lämnade mig nu     | Lars Winnerbäck ft. Miss Li | Sverige  |
| 20 september 2007 (3v) | 100 år från nu (blundar) | Martin Stenmarck            | Sverige  |
| 11 oktober 2007 (3v)   | Pärlor åt svin           | Magnus Uggla                | Sverige  |
| 1 november 2007 (1v)   | Västerbron & Vampires EP | Laakso                      | Sverige  |
| 8 november 2007 (2v)   | Apologize                | Timbaland ft. One Republic  | USA      |
| 22 november 2007 (1v)  | SOS                      | Ola Svensson                | Sverige  |
| 29 november 2007 (2v)  | Apologize                | Timbaland ft. One Republic  | USA      |
| 13 december 2007 (2v)  | This Moment              | Marie Picasso               | Sverige  |
| 27 december 2007 (6v)  | All for Love             | E.M.D                       | Sverige  |

Top 10 Svensktoppen
- 7–14 januari: – Martin Stenmarck – 7milakliv
- 21 januari: – Markus Fagervall – Everything Changes
- 28 januari–25 februari: – Martin Stenmarck – 7milakliv
- 4–11 mars: – Markoolio & Linda Bengtzing – Värsta schlagern
- 18 mars–1 april: – Måns Zelmerlöw – Cara Mia
- 8–15 april: – Sarah Dawn Finer – I Remember Love
- 15–22 april: Andreas Johnson – A Little Bit of Love
- 29 april–13 maj: The Ark – The Worrying Kind
- 20 maj–11 november: Sonja Aldén – För att du finns
- 18 november: – Lars Winnerbäck & Miss Li – Om du lämnade mig nu

Top 20 Trackslistan
- 6 januari: U2 & Green Day – The Saints Are Coming
- 13–27 januari: Nelly Furtado – All Good Things (Come To An End)
- 3 februari–3 mars: The Ark – Absolutely No Decorum
- 10 mars: Sahara Hotnights – Cheek to Cheek
- 17 mars: Mika – Grace Kelly
- 24 mars–5 maj: The Ark – The Worrying Kind
- 12–26 maj: Oh Laura – Release Me
- 2–9 juni: Hanna – Leave Me Alone
- 25 augusti: Timbaland feat. Keri Hilson – The Way I Are
- 1–22 september: Lars Winnerbäck i duett med Miss Li – Om du lämnade mig nu
- 29 september–27 oktober: Kent – Ingenting
- 3 november–1 december: Timbaland feat. One Republic – Apologize
- 8–15 december: Kent – Columbus

Top 60 DigiListan
- 7–14 januari: Markus Fagervall – Everything Changes
- 21 januari: Sandi Thom – I Wish I Was a Punk Rocker (with Flowers in My Hair)
- 28 januari–11 februari: Markoolio & Linda Bengtzing – Värsta schlagern
- 18–25 februari: Danny – Tokyo
- 4 mars: The Fray – How To Save A Life
- 11 mars: Magnus Carlsson – Live Forever
- 18 mars–15 april: The Ark – The Worrying Kind
- 22 april: Mika – Grace Kelly
- 29 april–27 maj: Oh Laura – Release Me
- 3–10 juni: Rihanna feat. Jay-Z – Umbrella
- 17 juni: Markoolio – Ingen sommar utan reggae
- 24 juni: Rihanna feat. Jay-Z – Umbrella
- 1–15 juli: Markoolio – Ingen sommar utan reggae
- 22 juli–5 augusti: Rihanna feat. Jay-Z – Umbrella
- 12–26 augusti: Timbaland feat. Keri Hilson – The Way I Are
- 2 september: Lars Winnerbäck i duett med Miss Li – Om du lämnade mig nu
- 9 september: Sean Kingston – Beautiful Girls
- 16–23 september: Lars Winnerbäck i duett med Miss Li – Om du lämnade mig nu
- 30 september–21 oktober: Kent – Ingenting
- 28 oktober–2 december: Timbaland feat. OneRepublic – Apologize
- 9 december: Leona Lewis – Bleeding Love
- 16–23 december: Marie Picasso – This Moment

Top 10 Sommartoppen
- 23 juni: Timo Räisänen – Sweet Marie
- 30 juni: Tokio Hotel – Monsoon
- 7–21 juli: Lasse Lindh – Ingen vind kan blåsa omkull oss nu
- 28 juli: Tokio Hotel – Monsoon
- 4 augusti: Lasse Lindh – Ingen vind kan blåsa omkull oss nu
- 11 augusti: Ola – Natalie

### Andra hitsinglar
(sorterade efter högsta placering på Singellistan)

- 1. Travis – Closer
- 2. Benjamin Wahlgren-Ingrosso – Jag är en astronaut ("I am an Astronaut")
- 2. Mustasch – Double Nature
- 2. Axwell – I Found U
- 2. Michael Fuentes – Anything
- 2. Dede feat. Pras Michel – Turn You On
- 2. Jimmy Jansson – Överallt
- 3. Encore – L'amour tojours
- 3. Jimmy Jansson – Amanda
- 3. Andreas Johnson – A Little Bit of Love
- 3. Enrique Iglesias – Do You Know? (The Ping Pong Song)
- 3. Britney Spears – Gimme More
- 3. Danny feat. Therese – If Only You
- 3. Spice Girls – Headlines (Friendship Never Ends)
- 3. Kylie Minogue – 2 Hearts
- 3. United DJ's vs. Pandora – On A Night Like This
- 3. Agnes Carlsson & Måns Zelmerlöw – All I Want For Christmas Is You
- 4. Sarah Dawn Finer – I Remember Love
- 4. Marie Lindberg – Trying to Recall
- 4. Caracola – Mango Nights
- 4. Hardcore Superstar – Bastards
- 4. Rednex – Looking For A Star
- 4. Fergie – Big Girls Don't Cry
- 4. Peter Jöback – Stockholm i natt
- 4. Nanne – Pissenisse
- 4. The Kristet Utseende – Dragon City Skaters
- 4. Sebastian Bach feat. Axl Rose – (Love Is) A Bitchslap
- 4. Amy Diamond – Stay My Baby
- 5. What's Up! – Go Girl!
- 5. September – Can't Get Over
- 5. Jonah – Summer High
- 5. September – Until I Die
- 5. Cascada – What Hurts The Most
- 5. Ellinor – Kokobom
- 5. Jeff Buckley – Hallelujah
- 5. Alicia Keys – No One
- 6. Beyoncé & Shakira – Beautiful Liar
- 6. Linkin Park – What I've Done
- 6. Verka Serdjutjka – Dancing Lasha Tumbai
- 6. Akon – Sorry, Blame It On Me
- 6. Laser Inc – Det var en gång en fågel
- 6. David Urwitz – Din skull
- 6. Rastegar feat. Nordman – Livet som en värsting
- 6. Plain White T's – Hey There Delilah
- 6. Vincent – Miss Blue
- 6. Nordman – Du behöver
- 6. Colbie Caillat – Bubbly
- 6. Adam Tensta – My Cool
- 6. Rihanna – Don't Stop the Music
- 7. Velvet – Fix Me
- 7. Vincent – Don't Hate on Me
- 7. Emmy – Sommar varje da!
- 7. United DJ's vs. Pandora – Tell the World
- 7. James Blunt – 1973
- 7. Da Buzz – Baby Listen To Me
- 7. Måns Zelmerlöw – Brother oh Brother
- 8. CJ Palmer – Always
- 8. Rednex – Anyway You Want Me
- 8. Ciara – Like A Boy
- 8. Da Buzz – Take All My Love
- 8. Avril Lavigne – When You're Gone
- 8. 50 Cent feat. Justin Timberlake – Ayo Technology
- 8. Velvet – Chemistry
- 8. Mange Schmidt – Jag talar ut
- 8. Westlife – Home
- 9. Marija Šerifović – Molitva
- 9. Justin Timberlake – Lovestoned
- 9. David Guetta feat. Chris Willis – Love Is Gone
- 9. Valentino – Hayati (You're The One That I Want)
- 9. Amy Diamond – Is It Love?
- 9. Anne-Lie Rydé – I hela mitt liv
- 9. All Ends – Wasting Life
- 9. Britney Spears – Piece Of Me
- 9. Micky Modelle vs. Jessy – Dancing In the Dark
- 10. Justin Timberlake – What Goes Around... Comes Around
- 10. Sanna Nielsen – Vågar du, vågar jag
- 10. The Poodles feat. Peter Stormare – Seven Seas
- 10. Alex Gaudino feat. Crystal Waters – Destination Calabria
- 10. Hellogoodbye – Here (In Your Arms)
- 10. Joanna – Hey Baby
- 10. Chris Lindh – Stay
- 10. Marquess – Vayamos compañeros
- 10. Rihanna feat. Ne-Yo – Hate That I Love You
- 10. Craig David – Hot Stuff (Let's Dance)
- 10. Petter feat. Säkert! – Logiskt
- 11. Cascada – Truly Madly Deeply
- 11. Nelly Furtado – Say It Right
- 11. Magnus Uggla – För kung och fosterland
- 11. Green Day – Working Class Hero
- 11. Gummybear – Gummybear Song
- 11. Foo Fighters – The Pretender
- 11. Ninja – Hush Hush
- 11. Dogge Doggelito – Rör på göten
- 12. Cosmo4 – What's Your Name
- 12. Caroline af Ugglas – Tror på dig
- 12. Tommy Nilsson – Jag tror på människan
- 12. Svenska Akademien – Vakna
- 12. Anna Hertzman – Fighta
- 12. MissMatch – Breathe In Breathe Out
- 12. Bruce Springsteen – Santa Claus Is Coming To Town
- 13. Gwen Stefani feat. Akon – The Sweet Escape
- 13. Sunblock feat. Sandy – Baby Baby
- 13. Nightwish – Amaranth
- 13. Kristian Anttila – Vill ha dig
- 13. Irya Gmeyner – The Basement Takes From Textilgatan 7
- 14. Nanne Grönvall – Jag måste kyssa dig
- 14. Emilia Rydberg – En sång om kärleken
- 14. Linkin Park – Bleed It Out
- 14. Petter – God Damn It
- 15. Timbuktu – Karmakontot
- 15. Giri – Save Me
- 15. After Dark – (Åh) När ni tar saken i egna händer
- 15. Anna Book – Samba Sambero
- 15. Lillasyster – Berätta det för Lina
- 15. Dia Psalma – Som man är
- 15. Honey – Catch The Moon
- 15. The Ark – Prayer for the Weekend
- 15. Wyclef Jean feat. Akon, Lil Wayne & Nia – Sweetest Girl
- 15. Fergie – Clumsy
- 15. Mando Diao – If I Don't Live Today, Then I Might Be Here Tomorrow
- 16. Jessica Andersson – Kom
- 16. Elin Lanto – Money
- 16. Hellacopters – The Same Lame Story
- 16. Nanne – Ännu en dag
- 16. Måns Zelmerlöw – Work Of Art (Da Vinci)
- 16. Sonja Aldén – Här står jag
- 16. Enrique Iglesias – Tired Of Being Sorry
- 16. Leonard Cohen – Hallelujah
- 17. Mika – Love Today
- 17. Akon – Don't Matter
- 17. Those Dancing Days – Those Dancing Days
- 17. Markoolio vs. Tilde Fröling – Emma, Emma
- 17. E-Type – Eurofighter
- 18. The Attic feat. Therese – The Arrival
- 18. Uno & Irma – God morgon
- 18. Melanie C – The Moment You Believe
- 18. Helena Paparizou – 3 Is A Magic Number
- 18. Marilyn Manson – Heart-Shaped Glasses (When The Heart Guides The Hand)
- 18. Magnus Carlsson – Waves of Love
- 18. will.i.am – I Got It From My Mama
- 19. Elmo – The Anthem
- 19. BWO – Save My Pride
- 19. Kanye West feat. Daft Punk – Stronger
- 19. Kevin Michael feat. Wyclef Jean – It Don't Make Any Difference To Me (1 Love)
- 20. Lene Alexandra – My Boobs Are OK
- 20. Adam Tensta – They Wanna Know
- 20. Kobojsarna – Studenstsången (mösspåtagningsremix)
- 20. Linkin Park – Shadow Of The Day
- 20. Fronda feat. Käp – Rullar fram
- 21. DJ Roine – Ragnar
- 21. Missmatch – Drop Dead
- 21. Timbaland feat. Justin Timberlake & Nelly Furtado – Give It To Me
- 21. Janne Bark – Under min stjärna
- 21. Molly Sandén & Ola Svensson – Du är musiken i mig
- 21. Renegade Five – Shadows
- 22. Topper – If The Kids Are United
- 22. Rastegar feat. Patrizia – Om vi inte
- 22. Rob 'n' Raz – My Girl
- 22. Backstreet Boys – Inconsolable
- 23. Evanescence – Lithium
- 23. BWO – Let It Rain
- 23. Simple Plan – When I'm Gone
- 24. Christina Aguilera – Candyman
- 24. Ne-Yo – Because Of You
- 24. Holly Dolly – Don't Worry Be Happy
- 24. Markoolio – Idollåten
- 24. Amanda Jenssen – Look What They've Done To My Song Ma
- 24. The Pogues – Fairytale Of New York
- 25. The Hives – Tick Tick Boom
- 25. Mustasch – Bring Me Everyone
- 25. Maskinen – Alla som inte dansar (är våldtäktsmän)
- 26. Maroon 5 – Makes Me Wonder
- 26. Bo Kaspers Orkester – 3 Is A Magic Number
- 26. Kate Ryan – Voyage, voyage
- 26. Mika – Big Girl (You Are Beautiful)
- 27. Mario Vazquez – Gallery
- 27. Million Styles – Miss Fatty
- 27. Melody Club – Last Girl On My Mind
- 27. Brick & Lace – Love Is Wicked
- 28. Laakso med Peter Jöback – Italy vs. Helsinki
- 28. Fronda – Visionens man
- 28. Sunrise Aveniue – Heal Me
- 28. Chris Rea – Driving Home For Christmas
- 28. Kleerup with Robyn – With Every Heartbeat
- 29. Per Gessle – Jag skulle vilja tänka en underbar tanke
- 30. Gwen Stefani – 4 In The Morning
- 30. Plan Three – Achilles Heel
- 30. HIM – The Kiss of Dawn
- 30. Jill Johnson – Angel Of The Morning
- 31. Westlife – All Out Of Love
- 31. Rihanna – Shut Up And Drive
- 31. Tommy Körberg – O helga natt
- 32. Martin Stenmarck – Nästa dans
- 32. Melody Club – Fever Fever
- 32. Byz – Hey där
- 32. Fronda – Vad händer?
- 32. Natacha & Dominique – Get A Life
- 32. Pontiak Johanzon – Sommaren är här
- 32. Günther and the Sunshine Girls – Sun Trip
- 32. Yves Larock – Rise Up
- 32. Lillasyster – Umbrella
- 33. Shebang – Go!
- 34. Juvelen – Watch Your Step
- 34. Andreas Lundstedt – Move
- 34. Fall Out Boy – This Ain't A Scene, It's An Arm's Race
- 34. Koldun – Work Your Magic
- 34. Green Day – The Simpsons Theme
- 34. Mando Diao – Never Seen The Light Of Day
- 35. Pussycat Dolls feat. Timbaland – Wait A Minute
- 35. 5th Sonic Brigade – If You Could Only See
- 35. Serebro – Song 1
- 35. DJ Roine – Ragnar tar studenten
- 35. BWO – The Rhythm Drives Me Crazy
- 35. Crashdïet – In The Raw
- 36. Jessica Simpson – A Public Affair
- 36. Kent – Min värld
- 36. Tommy Körberg & Sissel Kyrkjebö – Julen är här
- 37. My Chemical Romance – Famous Last Words
- 37. Mims – This Is Why I'm Hot
- 37. Dave Gahan – Kingdom
- 38. U2 – Window In The Skies
- 38. Darin – Everything But The Girl
- 38. Regina Lund – Rainbow Star
- 38. Moll Flanders – Bullet
- 38. Gym Class Heroes – Cupid's Chokehold
- 38. Justin Timberlake – Summer Love/Set The Mood (Prelude)
- 38. Armand van Helden feat. Fat Joe & BL – Touch Your Toes
- 38. Axwell + Sebastian Ingrosso vs. Salem Al Fakir – It's True
- 39. Da Buzz – Soon My Heart
- 39. Lustans Lakejer – Allt vi en gång trodde på
- 39. Scissor Sisters – She's My Man
- 39. Kelly Clarkson – Never Again
- 39. Fronda – En stor stark
- 39. Lene Alexandra – Hot Boy Hot Girl
- 40. Andersson & Gibson – Anything But You
- 40. Within Temptation feat. Keith Caputo – What Have You Done
- 40. Snow Patrol – Chasing Cars
- 40. Therese Engdahl – No Reason
- 40. Sugababes – About You Now
- 40. Swedish Amateurs – Miss Sweden
- 40. The Rat Pack – Baby, It's Cold Outside
- 41. El Chombo – Chacarron
- 41. Daniel Karlsson – You're the Voice
- 41. Carola – I denna natt blir världen ny
- 42. DJ Perra & Alpina Skidlandslaget – De ä bar å åk
- 42. Verona – La musica
- 42. Anders Johansson – Alone
- 43. Lucky Twice – Lucky
- 43. Sharam – PATT – Party All the Time
- 43. Michael Bublé – Everything
- 43. Fredde På Grand – Håll upp händerna (för Stureplan)
- 43. Inga From Sweden – My Name Is Inga
- 43. Céline Dion – Taking Chances
- 44. Kobojsarna – Jag vet att du vill ha mig
- 45. Ville Niskanen – Disco Dancing
- 45. Eldkvarn – Fulla för kärlekens skull
- 45. Chamillionaire feat. Slick Rick – Hip Hop Police
- 45. Patrik Isaksson & Sarah Dawn Finer – Du som tog mitt hjärta
- 45. Shayne Ward – If That's OK With You
- 46. Miss Li – I'm Sorry, He's Mine
- 47. Shakira feat. Carlos Santana – Illegal
- 47. N.E.R.D. feat. Lee Harvey and Vita – Lapdance
- 47. Chenelle feat. Cham – I Fell in Love with the DJ
- 47. Per Gessle – Pratar med min müsli (hur det än verkar)
- 48. Timo Räisänen – Pussycat
- 48. Nerrina Pallot – Sophia
- 48. Natasha Bedingfield – I Wanna Have Your Babies
- 48. Manic Street Preachers feat. Nina Persson – Your Love Alone Is Not Enough
- 48. Sara Love feat. Milano Money – Glamour Bitch
- 48. Rashni – Baboushka
- 48. Mattias Andréasson – Your Song
- 49. Weeping Willows – The Burden
- 49. Good Charlotte – Keep Your Hands Off My Girl
- 49. Timbaland – The Way I Are
- 49. Sasha Dith – Russian Girls
- 49. Sahara Hotnights – Visit to Vienna
- 50. Orup – Sjung halleluja (och prisa gud)
- 50. Sofia – Hypnotised
- 50. Takida – Halo
- 50. Peter LeMarc – Så gott att må bra igen
- 50. Sean Kingston – Me Love
- 50. Evelina Sewerin – For Your Eyes Only
- 50. Josh Groban – Ave Maria
- 50. Magnus Uggla – Vild och skild
- 51. Timbuktu – Lika barn avvika bäst del 2
- 51. Peps Persson – Oh Boy
- 51. Nicole Scherzinger feat. will.i.am – Baby Love
- 51. Anna Stadling & Idde Schultz – Fyra dörrar till min syster
- 52. Iron Maiden – Different World
- 52. Bob Sinclar feat. Cutee B. – Sound of Freedom
- 52. Babyshambles – Delivery
- 52. Paul Potts – Nessum Dorma
- 52. Daughtry – Home
- 53. Lisa Miskovsky – Sweet Misery
- 53. 50 Cent – Straight To The Bank
- 53. Fall Out Boy – Thanks For The Memories
- 53. Hans Zimmer – Spider Pig
- 53. Avril Lavigne – Hot
- 53. Christoffer Hiding – Say It Right
- 53. John & Yoko / Plastic Ono Band – Happy X-Mas (War Is Over)
- 54. Bävern Rocco – Rocco Fucky Fucky
- 54. Slagsmålsklubben – Malmö Beach Night Party
- 54. Pontiak Johanzon – 80-talet
- 54. Jennifer Lopez – Do It Well
- 54. Marie Picasso – Flashdance... What A Feeling
- 54. Inga From Sweden – Inga's XXXMas
- 54. José Feliciano – Feliz Navidad
- 56. Beyoncé – Ring The Alarm
- 56. Robbie Williams – Kiss Me
- 56. Jamelia – Beware Of Dog
- 56. The Ark – Give Me Love To Give
- 56. BWO – The Destiny Of Love
- 56. Kent – Tick Tack
- 57. The Attic – It's Beautiful
- 57. Madonna – Hey You
- 57. Florence Valentin – Pokerkväll i Vårby Gård
- 57. Bruce Springsteen – Long Walk Home
- 58. Ozzy Osbourne – I Don't Wanna Stop
- 58. Nelly Furtado – In God's Hands
- 58. Niklas Strömstedt – I natt (part 2)
- 58. Chris Brown feat. T-Pain – Kiss Kiss
- 58. The Ark – Little Dysfunk You
- 58. Elvis Presley – Suspicious Minds
- 59. Scooter – Behind The Cow
- 59. Roxette – Reveal[182]
- 59. Magdi Rúzsa – Unsubstantial Blues
- 60. Amy Winehouse – Rehab
- 60. Therese – Feelin' Me
- 60. Belle – Rider omkring
- 60. Mason vs. Princess Superstar – Perfect Exceeder
- 60. Bruce Springsteen – Radio Nowhere
- 60. Justin Timberlake & Beyoncé – Until The End Of Time

## Årets låtar i P3
2007 års bästa låtar, framröstade av P3:s musikredaktion ().
| Nr | Titel                                       | Artist                                            |
| -- | ------------------------------------------- | ------------------------------------------------- |
| 1  | With Every Heartbeat                        | Kleerup & Robyn                                   |
| 2  | D.A.N.C.E.                                  | Justice                                           |
| 3  | Paper Planes                                | M.I.A.                                            |
| 4  | My Cool                                     | Adam Tensta                                       |
| 5  | Give It To Me                               | Timbaland feat. Nelly Furtado & Justin Timberlake |
| 6  | Allt som är ditt                            | Säkert!                                           |
| 7  | The Way I Are                               | Timbaland & Keri Hilson                           |
| 8  | Umbrella                                    | Rihanna & Jay-Z                                   |
| 9  | Grace Kelly                                 | Mika                                              |
| 10 | Double Nature                               | Mustasch                                          |
| 11 | I'm A Flirt                                 | R. Kelly feat. T.I.                               |
| 12 | Italy vs. Helsinki                          | Laakso feat. Peter Jöback                         |
| 13 | International Players Anthem (I Choose You) | UGK feat. Outkast                                 |
| 14 | Cheek To Cheek                              | Sahara Hotnights                                  |
| 15 | Pressure                                    | Be Free                                           |
| 16 | Sweet Marie                                 | Timo Räisänen                                     |
| 17 | 1234                                        | Feist                                             |
| 18 | Tonight I Have To Leave It                  | Shout Out Louds                                   |
| 19 | Kit dit mié                                 | Magic System                                      |
| 20 | Cape Cod Kwassa Kwassa                      | Vampire Weekend                                   |
| 21 | Misery Crown                                | Dark Tranquility                                  |
| 22 | hitten                                      | Those Dancing Days                                |
| 23 | Fluorescent Adolescent                      | Arctic Monkeys                                    |
| 24 | Starz In Their Eyes                         | Just Jack                                         |
| 25 | Sipping On The Sweet Nectar                 | Jens Lekman                                       |
| 26 | They Wanna Know                             | Adam Tensta                                       |
| 27 | Someone Great                               | LCD Soundsystem                                   |
| 28 | I Found U                                   | Axwell                                            |
| 29 | Subtle Changes                              | Sambassadeur                                      |
| 30 | It's True                                   | Salem Al Fakir & Axwell & Sebastian Ingrosso      |
| 31 | Ingenting                                   | Kent                                              |
| 32 | Tonight The Streets Are Ours                | Richard Hawley                                    |
| 33 | First Class Riot                            | The Tough Alliance                                |
| 34 | Foundations                                 | Kate Nash                                         |
| 35 | Apologize                                   | Timbaland & OneRepublic                           |
| 36 | Impossible (Studio Remix)                   | Shout Out Louds                                   |
| 37 | You Don't Know Her Name                     | Maps                                              |
| 38 | Like A Boy                                  | Ciara                                             |
| 39 | Hidden Faces                                | Neurosis                                          |
| 40 | Grey                                        | New Young Pony Club                               |
| 41 | The Overload                                | Ufomammut & Lento                                 |
| 42 | Han är med mig nu                           | Peter Jöback med Annika Norlin                    |
| 43 | Because Of You                              | Ne-Yo                                             |
| 44 | Neo Violence                                | Tough Alliance                                    |
| 45 | Summer Spring                               | Juvelen                                           |
| 46 | Microphone Hit                              | A.S.S.I.D.                                        |
| 47 | Love Is Wicked                              | Brick & Lace                                      |
| 48 | Moods Feat Lemon (Original Mix)             | Shlomi Aber                                       |
| 49 | Terminus (Where Death Is Most Alive)        | Dark Tranquility                                  |
| 50 | Taken Too Young (Tough Alliance Remix)      | Taken By Trees                                    |

## Mest spelade låtarna i P3
()
| Nr | Titel                                                | Artist                                    |
| -- | ---------------------------------------------------- | ----------------------------------------- |
| 1  | The Sweet Escape                                     | Gwen Stefani                              |
| 2  | Cheek To Cheek                                       | Sahara Hotnights                          |
| 3  | Umbrella                                             | Rihanna & Jay-Z                           |
| 4  | Visit To Vienna                                      | Sahara Hotnights                          |
| 5  | Sweet Marie                                          | Timo Räisänen                             |
| 6  | Grace Kelly                                          | Mika                                      |
| 7  | Prayer For The Weekend                               | The Ark                                   |
| 8  | Tonight I Have To Leave It                           | Shout Out Louds                           |
| 9  | The Way I Are                                        | Timbaland feat. Keri Hilson               |
| 10 | Allt som är ditt                                     | Säkert!                                   |
| 11 | Love Is Wicked                                       | Brick & Lace                              |
| 12 | Love Today                                           | Mika                                      |
| 13 | Italy vs. Helsinki                                   | Laakso & Peter Jöback                     |
| 14 | Here In Your Arms                                    | Hellogoodbye                              |
| 15 | Vi kommer att dö samtidigt                           | Säkert!                                   |
| 16 | And I Found This Boy                                 | Maia Hirasawa                             |
| 17 | With Every Heartbeat                                 | Kleerup & Robyn                           |
| 18 | Don't Hate On Me                                     | Vincent                                   |
| 19 | Good Song                                            | Salem Al Fakir                            |
| 20 | Call On Me                                           | Laleh                                     |
| 21 | Your Love Alone Is Not Enough                        | Manic Street Preachers feat. Nina Persson |
| 22 | Natalie                                              | Ola                                       |
| 23 | Hey There Delilah                                    | Plain White T's                           |
| 24 | Beautiful Girls                                      | Sean Kingston                             |
| 25 | If Only You                                          | Danny & Therese                           |
| 26 | Impossible                                           | Shout Out Louds                           |
| 27 | Monsoon                                              | Tokio Hotel                               |
| 28 | Dance                                                | Justice                                   |
| 29 | Rehab                                                | Amy Winehouse                             |
| 30 | First Class Riot                                     | Tough Alliance                            |
| 31 | Stronger                                             | Kanye West feat. Daft Punk                |
| 32 | If I Don't Live Today, Then I Might Be Here Tomorrow | Mando Diao                                |
| 33 | Jag talar ut                                         | Mange Schmidt                             |
| 34 | Release Me                                           | Oh Laura                                  |
| 35 | Pokerkväll i Vårby Gård                              | Florence Valentin                         |
| 36 | Love Is Gone                                         | David Guetta feat. Chris Willis           |
| 37 | Sanningsdan                                          | Säkert! & Martin Hanberg                  |
| 38 | Ingenting                                            | Kent                                      |
| 39 | Varje litet steg                                     | Lasse Lindh                               |
| 40 | A Promise Broken                                     | Asha Ali                                  |
| 41 | Giftig                                               | Mange Schmidt & Petter                    |
| 42 | Karmakontot                                          | Timbuktu                                  |
| 43 | Party All The Time                                   | Sharam                                    |
| 44 | Real Girl                                            | Mutya Buena                               |
| 45 | Makes Me Wonder                                      | Maroon 5                                  |
| 46 | Last Girl On My Mind                                 | Melody Club                               |
| 47 | Fever Fever                                          | Melody Club                               |
| 48 | Tick Tick Boom                                       | The Hives                                 |
| 49 | How To Save A Life                                   | The Fray                                  |
| 50 | Vill ha dig                                          | Kristian Anttila                          |

## Jazz album
- Michael Brecker: Pilgrimage[183]
- Chick Corea: The Enchantment[184]
- The Idea of North: Live at the Powerhouse
- James Morrison: The Other Woman
- James Morrison: Christmas
- Björn J:son Lindh, Torbjörn Carlsson, Malin Trast: Clarity
- Keith Jarrett: My Foolish Heart[185]
- Jan Lundgren: Mare nostrum
- Tord Gustavsen Trio: Being There
- Andreas Pettersson: Gershwin on Guitar[186]
- Mats Öberg: Improvisational Two[187]

## Klassisk musik
- Kalevi Aho – Oboe Concerto
- Lera Auerbach – Symphony No. 1 "Chimera"
- Brice Pauset – Vier variationen
- Michael Daugherty – Deus ex Machina
- Lorenzo Ferrero – Fantasy Suite
- Sofia Gubaidulina - Ravvedimento

## Årets videoalbum
- Per Gessle – En händig man på turné[188]

## Avlidna

### Januari
- 6 januari – Pete Kleinow, 72, amerikansk gitarrist i The Flying Burrito Brothers.[189]
- 13 januari – Michael Brecker, 57, amerikansk jazzsaxofonist och kompositör.[190]
- 15 januari – Colin Thurston, 60, brittisk musikproducent.[191]
- 19 januari – Denny Doherty, 66, kanadensisk sångare och kompositör i The Mammas & The Papas.[192]
- 22 januari – Disco D, 26, amerikansk producent och kompositör.[193]
- 31 januari – Kirka Babitzin, 56, finländsk sångare.[194]

### Februari
- 1 februari – Gian Carlo Menotti, 95, italiensk-amerikansk kompositör.[195]
- 6 februari – Frankie Laine, 93, amerikansk sångare.[196]
- 15 februari – Ray Evans, 92, amerikansk låtskrivare.[197]
- 19 februari – Janet Blair, 85, amerikansk skådespelerska och sångerska.[198]
- 22 februari – Ian Wallace, 60, brittisk trumslagare i King Crimson.
- 28 februari – Billy Thorpe, 60, brittisk australiensk musiker.[199]

### Mars
- 9 mars – Brad Delp, 55, amerikansk sångare i Boston.[200]
- 11 mars – Betty Hutton, 86, amerikansk skådespelare och sångerska.[201]
- 13 mars – Egon Kjerrman, 86, svensk kompositör och kapellmästare.[202]
- 28 mars – Tony Scott, 85, amerikansk jazzklarinettist.[203]

### April
- 5 april – Mark St. John, 51, amerikansk gitarrist i Kiss.[204]
- 14 april – Don Ho, 76, hawaiiansk sångare.[205]
- 17 april – Kitty Carlisle Hart, 96, amerikansk skådespelerska och sångerska.[206]
- 25 april – Bobby "Boris" Pickett, 69, amerikansk sångare.[207]
- 27 april – Mstislav Rostropovitj, 80, rysk cellist och dirigent.

### Maj
- 9 maj – Sture Borgedahl, 90, svensk musikförläggare.[208]
- 27 maj – Izumi Sakai, 40, japansk sångare i Zard.[209]

### Juni
- 5 juni – Povel Ramel, 85, svensk underhållare.[210]
- 8 juni – Richard Holm, 45, svensk basist i Jannez.[211]
- 24 juni – Natasja Saad, 33, dansk rappare.[212]

### Juli
- 2 juli – Git Gay, 86, svensk skådespelare, sångare och revyartist.[213]
- 2 juli – Beverly Sills, 78, amerikansk operasångerska.[214]
- 3 juli – Boots Randolph, 80, amerikansk saxofonist.[215]
- 4 juli – Bill Pinkney, 81, amerikansk sångare i The Drifters.[216]
- 12 juli – Robert Burås, 31, norsk sångare och gitarrist i Madrugada.[217]
- 15 juli – Kelly Johnson, 49, brittisk gitarrist i Girlschool.[218]
- 23 juli – Ron Miller, 74, amerikansk låtskrivare och producent.[219]
- 26 juli – Lars Forssell, 79, svensk poet, vis- och textförfattare.[220]

### Augusti
- 4 augusti – Lee Hazlewood, 78, amerikansk sångare, låtskrivare och producent.[221]
- 10 augusti – Anthony Wilson, brittisk tv-profil och skivbolagsdirektör åt Factory Records.[222]
- 12 augusti – Merv Griffin, 82, amerikansk sångare, underhållare och programledare.[223]
- 14 augusti – Tichon Chrennikov, 94, rysk pianist och kompositör.[224]
- 16 augusti – Max Roach, 83, amerikansk jazztrumslagare.[225]

### September
- 3 september – Carter Albrecht, 34, amerikansk keyboardist i Edie Brickell & New Bohemians.[226]
- 6 september – Luciano Pavarotti, 71, italiensk operasångare.[227]
- 10 september – Thomas Hansen, 31, norsk musiker.[228]
- 11 september – Joe Zawinul, 75, österrikisk-amerikansk pianist i Weather Report.[229]

### Oktober
- 9 oktober – Lady Jaye Breyer P-orridge, 38, brittisk musiker i Psychic TV.[230]
- 16 oktober – Toše Proeski, 26, makedonisk sångare.[231]
- 17 oktober – Teresa Brewer, 76, amerikansk sångerska.[232]
- 17 oktober – Joey Bishop, 89, amerikansk skådespelare och sångare.[233]
- 18 oktober – Lucky Dube, 43, sydafrikansk raggaemusiker.[234]
- 20 oktober – Paul Raven, brittisk basist i Killing Joke och Ministry.[235]
- 30 oktober – Robert Goulet, 73, amerikansk sångare.[236]

### November
- 6 november – Hank Thompson, 82, amerikansk countryartist.[237]
- 16 november – Grethe Kausland, 60, norsk sångerska.[238]
- 19 november – Kevin DuBrow, 52, amerikansk sångare i Quiet Riot.[239]

### December
- 3 december – Sergio Gómez, 34, mexikansk sångare i K-Paz de la Sierra.[240]
- 4 december – Pimp C, 33, amerikansk rappare.[241]
- 5 december – Karlheinz Stockhausen, 79, tysk kompositör.[242]
- 9 december – Thore Skogman, 76, svensk sångare, låtskrivare, skådespelare och musiker.[243]
- 12 december – Ike Turner, 76, amerikansk sångare och gitarrist.[244]
- 16 december – Dan Fogelberg, 56, amerikansk sångare och låtskrivare.[245]
- 23 december – Oscar Peterson, 82, kanadensisk jazzpianist.[246]
- 25 december – Giovanni Jaconelli, 86, svensk klarinettist.[247]
- 31 december – Markku Peltola, 51, finländsk skådespelare och musiker.[248]

### Fotnoter
1. 1 2 3 4 5   När Var Hur 2008. DN
2. ↑  The Police reunion?, Sputnikmusic, 01-03-2006
3. ↑  Police reunite to open Grammy awards Arkiverad 16 juni 2013 hämtat från the Wayback Machine., Inthenews. läst 1 februari 2007.
4. ↑  Rumors swirl about possible Police reunion, MSNBC, retrieved 11/01/06
5. ↑  Gunilla Österlund (6 februari 2007). ”Kristina från Duvemåla i tingsrätten”. Sveriges Radio. http://sverigesradio.se/sida/artikel.aspx?programid=83&artikel=1185737. Läst 20 december 2014.
6. ↑  ”Poplight – Melodifestivalen”. Arkiverad från originalet den 19 februari 2010. https://web.archive.org/web/20100219100042/http://poplight.zitiz.se/melodifestivalen/2007. Läst 1 januari 2011.
7. ↑  ”Fire Destroys Johnny Cash's Tennessee Home” (på engelska). Billboard. 1 april 2007. http://www.billboard.com/articles/news/1052947/fire-destroys-johnny-cashs-tennessee-home. Läst 6 mars 2014.
8. ↑  ”Energirockare spelar slut på syret”. Svenska Dagbladet. 2 maj 2007. https://www.svd.se/a/90245835-b484-3e14-9096-6d9e44a94886/energirockare-spelar-slut-pa-syret. Läst 16 juli 2023.
9. ↑  ”Poplight – Eurovision Song Contest”. Arkiverad från originalet den 22 augusti 2010. https://web.archive.org/web/20100822132616/http://poplight.zitiz.se/eurovision-song-contest/2006. Läst 1 januari 2011.
10. ↑  ”Linkin Park, ni är för sega”. Aftonbladet. 26 maj 2007. https://www.aftonbladet.se/nojesbladet/musik/a/yv5JPe/linkin-park-ni-ar-for-sega. Läst 16 juli 2023.
11. ↑  ”Bombastiskt och larvigt”. Aftonbladet. 8 juni 2007. https://www.aftonbladet.se/nojesbladet/musik/a/m60EEl/bombastiskt--och-larvigt. Läst 16 juli 2023.
12. ↑  ”Ögonblick som fastnar”. Svenska Dagbladet. 20 juni 2007. https://www.svd.se/a/5f9a8703-54b4-3b60-8ee3-4577620db8d6/ogonblick-som-fastnar. Läst 16 juli 2023.
13. ↑  ”Arctic Monkeys (Annexet)”. Svenska Dagbladet. 28 juni 2007. https://www.svd.se/a/48ca8f0d-55e1-343f-8052-3f1f63924465/arctic-monkeys-annexet. Läst 16 juli 2023.
14. ↑  ”Stars join their voices to support Live Earth”. The New York Times. 8 juli 2007. https://www.nytimes.com/2007/07/08/arts/music/08liveearth.html. Läst 15 juli 2023.
15. ↑  ”Körde över stadion”. Expressen. 13 juli 2007. https://www.expressen.se/noje/recensioner/musik/korde-over-stadion/. Läst 16 juli 2023.
16. ↑  ”Iran detains scores at "satanic" rock gig: media”. Reuters. 4 augusti 2007. http://www.reuters.com/article/newsOne/idUSL0423282220070804.
17. ↑  ”Way out west - ny festival i Göteborg”. Expressen. 20 januari 2007. https://www.expressen.se/nyheter/way-out-west-ny-festival-i-goteborg-9/. Läst 16 juli 2023.
18. ↑  ”Offspring Confirm Summer Gig”. Ultimate-Guitar.com. 16 mars 2007. http://www.punknews.org/article/22459. Läst 9 april 2007.
19. ↑  Dansbandsbloggen 26 augusti 2007 – Dansbanden anmälde Sveriges Radio till Granskningsnämnden Arkiverad 14 september 2007 hämtat från the Wayback Machine.
20. ↑  Westminster honours Small Faces and Don Arden with Green Plaque
21. ↑  "Weird Al" Yankovic: Live Performances Arkiverad 13 november 2006 hämtat från the Wayback Machine.
22. ↑  Erik Laquist (28 september 2007). ”Två semifinaler i schlager-EM”. Göteborgsposten. Arkiverad från originalet den 20 december 2014. https://web.archive.org/web/20141220212226/http://www.gp.se/kulturnoje/1.76840-tva-semifinaler-i-schlager-em?m=print. Läst 20 december 2014.
23. ↑  ”Svenska Dagbladet”. 28 september 2007. http://www.svd.se/kultur/svensktoppen-fyller-45-ar_285363.svd. Läst 7 maj 2011.
24. ↑  ”Cecilia Rydinger Alin professor i orkesterdirigering”. Läsarnas nyheter. 15 oktober 2007. Arkiverad från originalet den 20 december 2014. https://web.archive.org/web/20141220233654/http://www.lararnasnyheter.se/fotnoten/2007/10/16/cecilia-rydinger-alin-professor-orkesterdirigering. Läst 20 december 2014.
25. ↑  ”Hit-nyt: Singlelisten bliver til Tracklisten”. IFPI Danmark. 23 oktober 2007. http://www.pladebranchen.nu/?id=426.
26. ↑  ”Vinnare utan idolgaranti”. Svenska Dagbladet. 9 december 2007. https://www.svd.se/a/984067db-8138-38d1-8575-22f904f11c21/vinnare-utan-idolgaranti. Läst 15 juli 2023.
27. ↑  ”Hallå där Rolf Martinsson”. Kristianstadsbladet. 2 januari 2007. https://www.kristianstadsbladet.se/ostra-goinge/halla-dar-rolf-martinsson/. Läst 16 juli 2023.
28. ↑  ”Alla vinnare och nominerade 2007”. Sveriges Radio. 27 januari 2012. https://sverigesradio.se/artikel/4933889. Läst 15 juli 2023.
29. ↑  ”Kungligt medaljregn på slottet”. SVT Nyheter. 28 januari 2007. https://www.svt.se/nyheter/inrikes/kungligt-medaljregn-pa-slottet. Läst 16 juli 2023.
30. ↑  ”Så gick det på Grammisgalan”. Expressen. 30 januari 2007. https://www.expressen.se/noje/sa-gick-det-pa-grammisgalan/. Läst 15 juli 2023.
31. ↑  ”Nytt musikpris till af Malmborg Ward”. Svenska Dagbladet. 8 mars 2007. https://www.svd.se/a/e947c056-f9ba-332a-a762-a078b35b6634/nytt-musikpris-till-af-malmborg-ward. Läst 15 juli 2023.
32. ↑  ”Jazzkatten till Bobo Stenson Trio”. Dagens Nyheter. 25 mars 2007. https://www.dn.se/arkiv/kultur/jazzkatten-till-bobo-stenson-trio/. Läst 15 juli 2023.
33. ↑  ”Tonsättaren Karin Rehnqvist får Alfvenpriset”. Dagens Nyheter. 28 mars 2007. https://www.dn.se/kultur-noje/tonsattaren-karin-rehnqvist-far-alfvenpriset/. Läst 15 juli 2023.
34. ↑  ”Peter Mattei tilldelas solistpris”. Svenska Dagbladet. 29 mars 2007. https://www.svd.se/a/758c98a4-27bf-35dc-8509-7f0aee6879f8/peter-mattei-tilldelas-solistpris. Läst 15 juli 2023.
35. ↑  ”Jon Fält årets Alice Babs stipendiat”. Svenska Dagbladet. 18 april 2007. https://www.svd.se/a/1fbc91c4-9fa1-36a7-9cb0-bceeaf0c9bf8/jon-falt-arets-alice-babs-stipendiat. Läst 15 juli 2023.
36. ↑  ”Körledare får Olle Adolphson priset”. Dagens Nyheter. 18 april 2007. https://www.dn.se/kultur-noje/korledare-far-olle-adolphson-priset/. Läst 18 april 2023.
37. ↑  ”Jessica Andersson årets Ulla Billquist-stipendiat”. Sveriges Radio. 26 april 2007. https://sverigesradio.se/artikel/1334608. Läst 16 juli 2023.
38. ↑  ”Tigertassen till Robert Broberg”. Dagen. 2 maj 2007. https://www.dagen.se/kultur/2007/05/02/tigertassen-till-robert-broberg/. Läst 16 juli 2023.
39. ↑  ”Eric Ericsons Kammarkör får nordiskt musikpris”. Svenska Dagbladet. 4 maj 2007. https://www.svd.se/a/d313f385-82f1-35ea-ae1e-21921e1c94fe/eric-ericsons-kammarkor-far-nordiskt-musikpris. Läst 15 juli 2023.
40. ↑  ”Lars Gullinpriset till körledare”. Svenska Dagbladet. 4 maj 2007. https://www.svd.se/a/80303b0e-032a-3f95-bb1e-30cae7862944/lars-gullinpriset-till-korledare. Läst 15 juli 2023.
41. ↑  ”En pristagares många ansikten”. Svenska Dagbladet. 8 juni 2007. https://www.svd.se/a/8e8491a2-92f8-3769-9ae8-c39af91f1d75/en-pristagares-manga-ansikten. Läst 16 juli 2023.
42. ↑  ”Jan Johansson-stipendiat utsedd”. Sveriges Radio. 19 juni 2007. https://sverigesradio.se/artikel/1435686. Läst 15 juli 2023.
43. ↑  ”Mofeta & Jerre får Gärdestadstipendiet”. Aftonbladet. 19 juni 2007. https://www.aftonbladet.se/nyheter/a/yv5pjJ/mofeta--jerre-far-gardestadstipendiet. Läst 16 juli 2023.
44. ↑  ”Visdiktare fick ta emot Fred Åkerströmpris”. Sveriges Radio. 15 juli 2007. https://sverigesradio.se/artikel/1481851. Läst 15 juli 2023.
45. ↑  ”Oh boy, vilket pris!”. Expressen. 5 augusti 2007. https://www.expressen.se/noje/oh-boy-vilket-pris/. Läst 15 juli 2023.
46. ↑  ”Emma Vetter får stort stipendium”. Svenska Dagbladet. 18 augusti 2007. https://www.svd.se/a/9f770f6a-9c4d-3609-b765-2b37c0ff3aaf/emma-vetter-far-stort-stipendium. Läst 15 juli 2023.
47. ↑  ”Monica Zetterlunds stipendium delas av tre musiker”. Svenska Dagbladet. 3 september 2007. https://www.svd.se/a/d59648bc-6d39-39d6-b69c-afb1b447137d/monica-zetterlunds-stipendium-delas-av-tre-musiker. Läst 15 juli 2023.
48. ↑  ”Barnkörens ledare prisad”. Kyrkans tidning. 3 september 2007. https://www.kyrkanstidning.se/nyhet/barnkorens-ledare-prisad. Läst 15 juli 2023.
49. ↑  ”Paulina Pfeiffer årets Jenny Lind stipendiat”. Dagens Nyheter. 25 oktober 2007. https://www.dn.se/kultur-noje/musik/paulina-pfeiffer-arets-jenny-lind-stipendiat/. Läst 15 juli 2023.
50. ↑  ”Benny Andersson får Stims platinagitarr”. Sveriges Radio. 2 november 2007. https://sverigesradio.se/artikel/1694651. Läst 15 juli 2023.
51. 1 2  ”Musikaliska akademien”. Dagens Nyheter. 27 november 2007. https://www.dn.se/arkiv/familj/musikaliska-akademien-3/. Läst 15 juli 2023.
52. ↑  ”Bengt Arne Wallin får Atterbergpriset”. Svenska Dagbladet. 12 december 2007. https://www.svd.se/a/3ffb4876-13bf-32e2-976f-c8f556fcbc55/bengt-arne-wallin-far-atterbergpriset. Läst 15 juli 2023.
53. ↑  ”Priset spelmannen till Al Fakir”. Svenska Dagbladet. 6 januari 2008. https://www.svd.se/a/c4a68aeb-bbea-34c2-817f-484b160b80eb/priset-spelmannen-till-al-fakir. Läst 16 juli 2023.
54. ↑  ”Vacker melankoli”. Aftonbladet. 11 mars 2011. https://www.aftonbladet.se/nojesbladet/musik/a/21plg4/vacker-melankoli. Läst 12 juli 2023.
55. 1 2 3  ”Skivrecensioner, DI Weekend”. Jan Gradvall. 2 mars 2007. http://www.gradvall.se/artiklar.asp?entry_id=209. Läst 12 juli 2023.
56. ↑  ”Tori Amos - American Doll Posse”. Nöjesguiden. 29 april 2007. https://ng.se/recensioner/musik/tori-amos-american-doll-posse. Läst 12 juli 2023.
57. ↑  ”Skivor”. Dagens Nyheter. 28 mars 2007. https://www.dn.se/arkiv/kultur/skivor-balladpop-brett-anderson-brett-anderson-v2-bonnier-amigo-forvantningarna-ar-hogst-mattliga/. Läst 12 juli 2023.
58. ↑  ”Animal Collective”. Joyzine. 9 oktober 2007. http://joyzine.se/?p=1512. Läst 12 juli 2023.
59. ↑  ”Arch Enemy: "Rise of the Tyrant"”. Dagens Nyheter. 26 september 2007. https://www.dn.se/kultur-noje/skivrecensioner/arch-enemy-rise-of-the-tyrant/. Läst 12 juli 2023.
60. ↑  ”Inte tillräckligt många bra låtar”. Aftonbladet. 18 april 2007. https://www.aftonbladet.se/nojesbladet/musik/a/9mpGJM/inte-tillrackligt-manga-bra-latar. Läst 12 juli 2023.
61. ↑  ”The Ark: Prayer for the weekend”. Expressen. 10 april 2007. https://www.expressen.se/noje/recensioner/musik/the-ark-prayer-for-the-weekend/. Läst 12 juli 2023.
62. ↑  ”Ett taggigt pussel”. Aftonbladet. 31 oktober 2007. https://www.aftonbladet.se/nojesbladet/musik/a/Eox7v2/ett-taggigt-pussel. Läst 12 juli 2023.
63. ↑  ”Babyshambles - Shotters Nation”. Expressen. 3 oktober 2007. https://www.expressen.se/noje/musik/babyshambles-shotters-nation-9/. Läst 12 juli 2023.
64. ↑  ”Backstreet Boys”. Svenska Dagbladet. 31 oktober 2007. https://www.svd.se/a/8b1b2e29-7b1a-39ac-a684-998f97a4bd21/backstreet-boys. Läst 12 juli 2023.
65. ↑  ”Build a nation”. Pitchfork. 28 juni 2007. https://pitchfork.com/reviews/albums/10376-build-a-nation/. Läst 12 juli 2023.
66. ↑  ”Bad Religion to release "New Maps Of Hell" on July 10th”. Pitchfork Media. 16 mars 2007. http://www.punknews.org/article/22768. Läst 16 mars 2007.
67. ↑  ”-Vår kamp för party går vidare”. Aftonbladet. 5 juli 2007. https://www.aftonbladet.se/nojesbladet/musik/a/9mpQkw/var-kamp-for-party-gar-vidare. Läst 12 juli 2023.
68. ↑  ”Historica”. Dagens skiva. 7 augusti 2007. http://dagensskiva.com/2007/08/07/behemoth-the-apostasy/. Läst 12 juli 2023.
69. ↑  ”Volta - en kärlekshistoria”. Svenska Dagbladet. 9 maj 2007. https://www.svd.se/a/b15d04ee-4085-32ae-a959-8ab0dd66fdc2/en-karlekshistoria. Läst 12 juli 2023.
70. ↑  ”Mary J Blige”. Nöjesguiden. 11 januari 2008. https://ng.se/recensioner/musik/mary-j-blige-1. Läst 12 juli 2023.
71. ↑  ”Punkfunken drunknar i gitarrlager och emotrummor”. Aftonbladet. 7 februari 2007. https://www.aftonbladet.se/nojesbladet/musik/a/xRrO1X/punkfunken-drunknar-i-gitarrlager-och-emotrummor. Läst 12 juli 2023.
72. ↑  ”Hanne Boel: Private eye”. Kristianstadsbladet. 13 mars 2007. https://www.kristianstadsbladet.se/skivrecensioner/hanne-boel-private-eye/. Läst 12 juli 2023.
73. ↑  ”Bon Jovi”. Svenska Dagbladet. 13 juni 2007. https://www.svd.se/a/979c372e-c643-3f5a-9c82-ded6648ad25a/bon-jovi. Läst 12 juli 2023.
74. ↑  ”Mutaya Buena - Real Girl”. Expressen. 4 juli 2007. https://www.expressen.se/noje/recensioner/musik/mutya-buena-real-girl-9/. Läst 12 juli 2023.
75. ↑  ”Billie the Vision & the dancers: Where the ocean meets my hand”. Trelleborgs Allehanda. 10 april 2007. https://www.trelleborgsallehanda.se/skivrecensioner/billie-the-vision-the-dancers-where-the-ocean-meets-my-hand/. Läst 12 juli 2023.
76. ↑  ”BWO gör musik på nya nivåer”. Aftonbladet. 9 mars 2011. https://www.aftonbladet.se/nyheter/a/OnkK2k/bwo-gor-musik-pa-nya-nivaer. Läst 12 juli 2023.
77. ↑  ”Tungt som cement”. Aftonbladet. 20 juni 2007. https://www.aftonbladet.se/nojesbladet/musik/a/l1nklo/tungt-som-cement. Läst 12 juli 2023.
78. ↑  ”Chamillionaire”. Nöjesguiden. 17 september 2007. https://ng.se/recensioner/musik/chamillionaire. Läst 12 juli 2023.
79. ↑  ”Chemical Brothers - We are the night”. Svenska Dagbladet. 4 juli 2007. https://www.svd.se/a/2dd43034-21a2-33fe-be52-46df2fb49676/chemical-brothers-we-are-the-night. Läst 12 juli 2023.
80. ↑  ”Niklas Wahllöf väljer”. Dagens Nyheter. 12 december 2007. https://www.dn.se/arkiv/kultur/niklas-wahllof-valjer-7/. Läst 12 juli 2023.
81. ↑  ”Kelly Clarkson: My December”. Helsingborgs Dagblad. 29 juni 2007. https://www.hd.se/2007-06-29/kelly-clarkson-my-december. Läst 12 juli 2023.
82. ↑  ”Clawfinger - Life Will Kill You”. Expressen. 31 juli 2007. https://www.expressen.se/noje/recensioner/musik/clawfinger-life-will-kill-you-9/. Läst 12 juli 2023.
83. ↑  ”Client - Heartland”. Svenska Dagbladet. 4 april 2007. https://www.svd.se/a/8dd2a380-b9f1-3342-a2d9-319c345de676/client-heartland. Läst 12 juli 2023.
84. ↑  ”The Concretes - Hey Trouble”. Nöjesguiden. 29 mars 2007. https://ng.se/recensioner/musik/concretes-hey-trouble. Läst 12 juli 2023.
85. ↑  ”The Coral”. Svenska Dagbladet. 15 augusti 2007. https://www.svd.se/a/ba74727a-7c17-3226-b3d6-8cb033f18e89/the-coral. Läst 12 juli 2023.
86. ↑  ”Crashdïet - The unattractive revolution”. Svenska Dagbladet. 3 oktober 2007. https://www.svd.se/a/12b82193-c445-3f1e-95b6-7869e9012624/crashdiet-the-unattractive-revolution. Läst 12 juli 2023.
87. ↑  ”The Culture In Memoriam: Abolish History, This Is Our Story”. Ystads Allehanda. 10 april 2007. https://www.ystadsallehanda.se/new-articles/the-culture-in-memoriam-abolish-history-this-is-our-story/. Läst 12 juli 2023.
88. ↑  ”D.I. name reunion album”. Tartarean Desire. 11 maj 2007. http://www.tartareandesire.com/news/D.I._name_reunion_album/8276/. Läst 15 maj 2007.
89. ↑  ”Dark Tranquillity - Fiction”. Expressen. 17 april 2007. https://www.expressen.se/noje/recensioner/musik/dark-tranquillity-fiction-9/. Läst 12 juli 2023.
90. ↑  ”Söt avantgardism”. Aftonbladet. 17 januari 2007. https://www.aftonbladet.se/nojesbladet/musik/a/ka0M5k/sot-avantgardism. Läst 12 juli 2007.
91. ↑  ”The Detroit Cobras”. Nöjesguiden. 27 maj 2007. https://ng.se/recensioner/musik/detroit-cobras-0. Läst 12 juli 2023.
92. ↑  ”Märkligt intetsägande”. Aftonbladet. 10 oktober 2007. https://www.aftonbladet.se/nojesbladet/musik/a/qn6qPm/markligt-intetsagande. Läst 12 juli 2023.
93. ↑  ”Dir en grey”. Joyzine. 17 april 2007. http://joyzine.se/?p=293. Läst 12 juli 2023.
94. ↑  ”Nyfiken rock”. Aftonbladet. 26 juni 2007. https://www.aftonbladet.se/nojesbladet/musik/a/3jpwkq/nyfiken-rock. Läst 12 juli 2023.
95. ↑  ”Hillary Duff: Dignity”. Kristianstadsbladet. 17 april 2007. https://www.kristianstadsbladet.se/skivrecensioner/hillary-duff-dignity/. Läst 12 juli 2023.
96. ↑  ”Dungen”. Svenska Dagbladet. 25 april 2007. https://www.svd.se/a/a6873be7-822a-3b30-97c5-b5e41f4eb8bd/dungen. Läst 12 juli 2023.
97. ↑  ”Eagles”. Nöjesguiden. 4 november 2007. https://ng.se/recensioner/musik/eagles. Läst 12 juli 2023.
98. ↑  ”Entombed - Serpent saints the ten amendments”. Svenska Dagbladet. 18 juli 2007. https://www.svd.se/a/5f625938-ad73-3ef4-8d3b-058c26ddfb8c/entombed-serpent-saints-the-ten-amendments. Läst 12 juli 2023.
99. ↑  ”E-type”. Norrköpings Tidningar. 7 november 2007. https://nt.se/kultur/kultur-och-noje/artikel/e-type/lzv1eggr. Läst 12 juli 2023.
100. ↑  ”Explosions in the sky”. Nöjesguiden. 23 januari 2007. https://ng.se/recensioner/musik/explosions-sky. Läst 12 juli 2023.
101. ↑  ”River bara sådär lagom”. Aftonbladet. 14 februari 2007. https://www.aftonbladet.se/nojesbladet/musik/a/zLO8P9/river-bara-sadar-lagom. Läst 12 juli 2023.
102. ↑  ”Familjen”. Svenska Dagbladet. 11 april 2007. https://www.svd.se/a/008fd9c4-c44e-3aa8-961a-178ddf39d95d/familjen. Läst 12 juli 2023.
103. ↑  ”Feist - The Reminder”. Nöjesguiden. 29 april 2007. https://ng.se/recensioner/musik/feist-reminder. Läst 12 juli 2023.
104. ↑  ”Fläskkvartetten - Voices of eden”. Svenska Dagbladet. 31 januari 2007. https://www.svd.se/a/80745741-6faa-36e1-b051-222df43d8a22/flaskkvartetten-voices-of-eden. Läst 12 juli 2023.
105. ↑  ”Marie Fredriksson - Tid för tystnad - ballad”. Expressen. 19 december 2007. https://www.expressen.se/noje/musik/marie-fredriksson-tid-for-tystnad--ballader-9/. Läst 12 juli 2023.
106. ↑  ”Foo Fighters - Echoes, silence, patience and grace”. Svenska Dagbladet. 26 september 2007. https://www.svd.se/a/15485a1a-fd5c-3a3c-be00-864131e83cd6/foo-fighters-echoes-silence-patience-and-grace. Läst 12 juli 2023.
107. ↑  ”Art Garfunkel - Some enchanted evening”. Expressen. 31 januari 2007. https://www.expressen.se/noje/recensioner/musik/art-garfunkel-some-enchanted-evening-9/. Läst 12 juli 2023.
108. ↑  ”The Good the bad & the queen”. Pitchfork. 15 januari 2007. https://pitchfork.com/reviews/albums/9778-the-good-the-bad-the-queen/. Läst 12 juli 2023.
109. ↑  ”Graveyard”. Groove. http://www.groove.se/site/recension.asp?recId=2471&mediumId=1. Läst 12 juli 2023.
110. ↑  ”Good Charlotte - Good morning revival”. Expressen. 20 mars 2007. https://www.expressen.se/noje/recensioner/musik/good-charlotte-good-morning-revival-9/. Läst 12 juli 2023.
111. ↑  ”Albert Hammond, Jr”. Nöjesguiden. 30 oktober 2007. https://ng.se/recensioner/musik/albert-hammond-jr. Läst 13 juli 2023.
112. ↑  ”Herbie Hancock”. Norrköpings Tidningar. 14 november 2007. https://nt.se/kultur/kultur-och-noje/artikel/herbie-hancock/jpz89pmr. Läst 13 juli 2023.
113. ↑  ”Staffan Hellstrand: Spökskepp”. Trelleborgs Allehanda. 18 oktober 2007. https://www.trelleborgsallehanda.se/skivrecensioner/staffan-hellstrand-spokskepp/. Läst 13 juli 2023.
114. ↑  ”Him: Venus doom”. Helsingborgs Dagblad. 21 september 2007. https://www.hd.se/2007-09-21/him-venus-doom. Läst 13 juli 2023.
115. ↑  ”The Hives: The black and white album”. Dagens Nyheter. 17 oktober 2007. https://www.dn.se/kultur-noje/skivrecensioner/the-hives-the-black-and-white-album/. Läst 13 juli 2023.
116. ↑  ”Mindre lyckad uppföljare”. Aftonbladet. 5 september 2007. https://www.aftonbladet.se/nojesbladet/musik/a/ka09rj/mindre-lyckad-uppfoljare. Läst 13 juli 2023.
117. ↑  ”Isolation Years”. Nöjesguiden. 29 januari 2007. https://ng.se/recensioner/musik/isolation-years-0. Läst 13 juli 2023.
118. 1 2  ”Skivrecensioner, DI Weekend”. Jan Gradvall. 26 januari 2007. http://www.gradvall.se/artiklar.asp?entry_id=195. Läst 13 juli 2023.
119. ↑  ”Olov Johansson: I lust och glöd”. Helsingborgs Dagblad. 8 juni 2007. https://www.hd.se/2007-06-08/olov-johansson-i-lust-och-glod. Läst 13 juli 2023.
120. ↑  Jill Johnsons diskografi – Music Row Arkiverad 13 augusti 2010 hämtat från the Wayback Machine.
121. ↑  ”Anna Järvinen”. Nöjesguiden. 5 oktober 2007. https://ng.se/recensioner/musik/anna-jaervinen. Läst 13 juli 2023.
122. ↑  ”Peter Jöback - Människor som du och jag”. Expressen. 18 september 2007. https://www.expressen.se/noje/recensioner/musik/peter-joback-manniskor-som-du-och-jag-9/. Läst 13 juli 2023.
123. ↑  ”Slöseri att ösa skit på oss”. Dagens Nyheter. 6 oktober 2007. https://www.dn.se/kultur-noje/musik/sloseri-att-osa-skit-pa-oss/. Läst 13 juli 2023.
124. ↑  ”Spökig heavy metal”. Aftonbladet. 26 juni 2007. https://www.aftonbladet.se/nojesbladet/musik/a/6nq0zz/spokig-heavy-metal. Läst 13 juli 2023.
125. ↑  ”Kings of Leon - Because of the times”. Svenska Dagbladet. 4 april 2007. https://www.svd.se/a/b6056905-edb9-3d14-9fea-ecf58d916a3e/kings-of-leon-because-of-the-times. Läst 13 juli 2023.
126. ↑  ”Christian Kjellvander”. Nöjesguiden. 9 oktober 2007. https://ng.se/recensioner/musik/christian-kjellvander-1. Läst 13 juli 2023.
127. ↑  ”Korn - Untitled”. Svenska Dagbladet. 1 augusti 2007. https://www.svd.se/a/9cc38386-58fb-3a9a-990e-301a09ecf0e1/korn-untitled. Läst 13 juli 2023.
128. ↑  ”LCD Soundsystem - Sound of Silver”. Nöjesguiden. 1 mars 2007. https://ng.se/recensioner/musik/lcd-soundsystem-sound-silver. Läst 13 juli 2023.
129. ↑  ”Jens Lekman - Night falls over Kortedala”. Svenska Dagbladet. 5 september 2007. https://www.svd.se/a/ddc39666-e97d-30f4-b513-87573a8e521c/jens-lekman-night-falls-over-kortedala. Läst 13 juli 2023.
130. ↑  ”Radiosmidiga refränger men inget större djup”. Aftonbladet. 16 maj 2007. https://www.aftonbladet.se/nojesbladet/musik/a/jP0MM0/radiosmidiga-refranger--men-inget-storre-djup. Läst 13 juli 2023.
131. ↑  ”M.I.A. - Kala”. Expressen. 21 augusti 2007. https://www.expressen.se/noje/recensioner/musik/m-i-a-kala-9/. Läst 13 juli 2023.
132. ↑  ”Mando Diao - Never seen the light of day”. Svenska Dagbladet. 24 oktober 2007. https://www.svd.se/a/cbc21d54-08f7-309f-b7c3-bfb898d76da1/mando-diao-never-seen-the-light-of-day. Läst 13 juli 2023.
133. ↑  ”Manic Street Preachers”. Nöjesguiden. 27 maj 2007. https://ng.se/recensioner/musik/manic-street-preachers-1. Läst 13 juli 2023.
134. ↑  ”Hjärtligt om ångest”. Aftonbladet. 30 maj 2007. https://www.aftonbladet.se/nojesbladet/musik/a/p6BOPw/hjartligt-om-angest. Läst 13 juli 2023.
135. ↑  ”Maroon 5 - It won't be soon before long”. Expressen. 23 maj 2007. https://www.expressen.se/noje/recensioner/musik/maroon-5-it-wonapost-be-soon-before-long-9/. Läst 13 juli 2023.
136. ↑  ”Kaoset blir till helhet”. Svenska Dagbladet. 25 april 2007. https://www.svd.se/a/39fc9feb-cb7b-3744-a8e5-8006dfcec8e0/kaoset-blir-till-helhet. Läst 13 juli 2023.
137. ↑  ”Meat Puppets”. Nöjesguiden. 25 juni 2007. https://ng.se/recensioner/musik/meat-puppets. Läst 13 juli 2023.
138. ↑  ”Dave Mustaines formkurva pekar stadigt uppåt”. Aftonbladet. 16 maj 2007. https://www.aftonbladet.se/nojesbladet/musik/a/qn6E0O/dave-mustaines-formkurva-pekar-stadigt-uppat. Läst 13 juli 2023.
139. ↑  ”Mika - Life in Cartoon Motion”. Expressen. 6 mars 2007. https://www.expressen.se/noje/recensioner/musik/mika-life-in-cartoon-motion-9/. Läst 13 juli 2023.
140. ↑  ”Kate Nash - Made of Bricks”. Svenska Dagbladet. 26 september 2007. https://www.svd.se/a/11d555f4-c164-307d-a499-abe3fcc50ce9/kate-nash-made-of-bricks. Läst 13 juli 2023.
141. ↑  ”New Pornographers: Challengers”. Helsingborgs Dagblad. 7 september 2007. https://www.hd.se/2007-09-07/new-pornographers-challengers. Läst 13 juli 2023.
142. ↑  ”Rock som tar sats från höften”. Aftonbladet. 18 juli 2007. https://www.aftonbladet.se/nojesbladet/musik/a/BJx1re/rock-som-tar-sats-fran-hoften. Läst 13 juli 2023.
143. ↑  ”Skivrecensioner, DI Weekend”. Jan Gradvall. 14 oktober 2007. http://www.gradvall.se/artiklar.asp?entry_id=3. Läst 13 juli 2023.
144. ↑  ”Nine Inch Nails - Year Zero”. Nöjesguiden. 29 april 2007. https://ng.se/recensioner/musik/nine-inch-nails-year-zero. Läst 13 juli 2023.
145. ↑  ”Sprudlande excentriskt”. Aftonbladet. 24 januari 2007. https://www.aftonbladet.se/nojesbladet/musik/a/21p9yl/sprudlande-excentriskt. Läst 13 juli 2023.
146. ↑  ”von Otter tolkar sånger från Theresienstadt”. Corren. 20 augusti 2007. https://corren.se/kultur/kultur-och-noje/artikel/von-otter-tolkar-sanger-fran-theresienstadt/re16wy0j. Läst 13 juli 2023.
147. ↑  ”Ozzy Osbournes första nyktra skiva”. Aftonbladet. 12 april 2007. https://www.aftonbladet.se/nojesbladet/musik/a/9mpGgW/ozzy-osbournes-forsta-nyktra-skiva. Läst 13 juli 2023.
148. ↑  ”Paramore: Riot!”. Helsingsborgs Dagbladet. 13 juli 2007. https://www.hd.se/2007-07-13/paramore-riot. Läst 13 juli 2023.
149. ↑  ”Ett gäng vänner som lirar lagom”. Dagens Nyheter. 26 september 2007. https://www.dn.se/kultur-noje/musik/ett-gang-vanner-som-lirar-lagom/. Läst 13 juli 2023.
150. ↑  ”Pet Shop Boys”. Dagens skiva. 22 oktober 2007. http://dagensskiva.com/2007/10/22/pet-shop-boys-disco-4/. Läst 13 juli 2023.
151. ↑  ”Poodles - Sweet Trade”. Expressen. 18 september 2007. https://www.expressen.se/noje/recensioner/musik/poodles-sweet-trade-9/. Läst 13 juli 2023.
152. ↑  ”Queens of the Stone Age”. Nöjesguiden. 17 maj 2007. https://ng.se/recensioner/musik/queens-stone-age-1. Läst 13 juli 2023.
153. ↑  ”Smärtsamt starkt till vilket pris som helst”. Aftonbladet. 11 oktober 2007. https://www.aftonbladet.se/nojesbladet/musik/a/VR6VX6/smartsamt-starkt--till-vilket-pris-som-helst. Läst 13 juli 2023.
154. ↑  ”Gruff Ryhs - Candylion”. Expressen. 27 februari 2007. https://www.expressen.se/noje/recensioner/musik/gruff-rhys-candylion-9/. Läst 13 juli 2023.
155. ↑  ”Rihanna”. Nöjesguiden. 25 juni 2007. https://ng.se/recensioner/musik/rihanna. Läst 13 juli 2023.
156. ↑  ”Rush - Snakes and arrows”. Expressen. 1 maj 2007. https://www.expressen.se/noje/recensioner/musik/rush-snakes-and-arrows-9/. Läst 13 juli 2023.
157. ↑  ”Timo och hans värld”. Dagens Nyheter. 23 augusti 2007. https://www.dn.se/arkiv/kultur/timo-och-hans-varld-3/. Läst 13 juli 2023.
158. ↑  ”Sahara Hotnights - What if leaving is a loving thing”. Expressen. 17 april 2007. https://www.expressen.se/noje/recensioner/musik/sahara-hotnights-what-if-leaving-is-a-loving-thing-9/. Läst 14 juli 2023.
159. ↑  ”September: Dancing shoes”. Kristianstadsbladet. 25 september 2007. https://www.kristianstadsbladet.se/skivrecensioner/september-dancing-shoes/. Läst 14 juli 2023.
160. ↑  ”Det saknas bitar i pusslet”. Aftonbladet. 11 april 2007. https://www.aftonbladet.se/nojesbladet/musik/a/Kv8eMo/det-saknas-bitar-i-pusslet. Läst 14 juli 2023.
161. ↑  ”The Shins”. Svenska Dagbladet. 25 januari 2007. https://www.svd.se/a/f4e7562b-d9f1-30bd-9f39-9889f35136d0/the-shins. Läst 14 juli 2023.
162. ↑  ”Our Ill Wills”. Pitchfork. 19 september 2007. https://pitchfork.com/reviews/albums/10682-our-ill-wills/. Läst 14 juli 2023.
163. ↑  ”Skinny Puppy”. Aftonbladet. 31 januari 2007. https://www.aftonbladet.se/nojesbladet/musik/a/BJxy9v/skinny-puppy. Läst 14 juli 2023.
164. ↑  ”Tonårsångest a la 90-tal”. Aftonbladet. 11 juli 2007. https://www.aftonbladet.se/nojesbladet/musik/a/xRrv7R/tonarsangest-a-la-90-tal. Läst 14 juli 2023.
165. ↑  ”Patti Smith”. Nöjesguiden. 28 mars 2007. https://ng.se/recensioner/musik/patti-smith-0. Läst 14 juli 2023.
166. ↑  ”Många hoppas på Britneys comeback”. Svenska Dagbladet. 30 oktober 2007. https://www.svd.se/a/629d65ba-717c-39fc-873b-39abdbc88856/manga-hoppas-pa-britneys-comeback. Läst 14 juli 2023.
167. ↑  ”Bruce Springsteen: Magic”. Trelleborgs Allehanda. 11 oktober 2007. https://www.trelleborgsallehanda.se/skivrecensioner/bruce-springsteen-magic/. Läst 14 juli 2023.
168. ↑  ”Skivrecensioner, DI Weekend”. Jan Gradvall. 2 februari 2007. http://www.gradvall.se/artiklar.asp?entry_id=197. Läst 14 juli 2023.
169. ↑  ”Industrirocken har mognat”. Aftonbladet. 28 mars 2007. https://www.aftonbladet.se/nojesbladet/musik/a/m60ewv/industrirocken-har-mognat. Läst 14 juli 2023.
170. ↑  ”Takida - Bury the lies”. Svenska Dagbladet. 29 maj 2007. https://www.svd.se/a/a70ed57e-b1f4-34b8-b9fc-ec6eb24ccab7/takida-bury-the-lies. Läst 14 juli 2023.
171. ↑  ”Sven-Bertil Taube: Alderville Road”. Dagens Nyheter. 27 november 2007. https://www.dn.se/kultur-noje/skivrecensioner/sven-bertil-taube-alderville-road/. Läst 14 juli 2023.
172. ↑  ”En cool duo”. Aftonbladet. 1 augusti 2007. https://www.aftonbladet.se/nojesbladet/musik/a/EoxMw3/en-cool-duo. Läst 14 juli 2023.
173. ↑  ”Timbuktu - Oberoende - framkallande”. Expressen. 20 februari 2007. https://www.expressen.se/noje/recensioner/musik/timbuktu-oberoende-framkallande-9/. Läst 14 juli 2023.
174. ↑  ”Tokio Hotel - Scream”. Svenska Dagbladet. 20 juni 2007. https://www.svd.se/a/8dee3438-4627-384c-b689-d53515ad0c01/tokio-hotel-scream. Läst 14 juli 2023.
175. ↑  ”Travis”. Nöjesguiden. 28 april 2007. https://ng.se/recensioner/musik/travis-1. Läst 14 juli 2023.
176. ↑  ”Magnus Uggla - Pärlor åt svinen”. Expressen. 23 oktober 2007. https://www.expressen.se/noje/musik/magnus-uggla-parlor-at-svinen-9/. Läst 14 juli 2023.
177. ↑  ”Förtjusande fägring utan potens”. Aftonbladet. 14 mars 2007. https://www.aftonbladet.se/nojesbladet/musik/a/zLOVG1/fortjusande-fagring-utan-potens. Läst 14 juli 2023.
178. ↑  ”White Stripes - Icky Thump”. Expressen. 19 juni 2007. https://www.expressen.se/noje/recensioner/musik/white-stripes-icky-thump-9/. Läst 14 juli 2023.
179. ↑  ”Kanye West”. Nöjesguiden. 18 september 2007. https://ng.se/recensioner/musik/kanye-west-0. Läst 14 juli 2023.
180. ↑  ”Is Is EP”. Pitchfork. 24 juli 2007. https://pitchfork.com/reviews/albums/10453-is-is-ep/. Läst 14 juli 2023.
181. ↑  ”Neil Young: Chrome Dreams II”. Svenska Dagbladet. 24 oktober 2007. https://www.svd.se/a/d67cc6c9-d342-3f66-baa9-94ce33731c69/neil-young-chrome-dreams-ii. Läst 14 juli 2023.
182. ↑  Roxettes diskografi Arkiverad 24 augusti 2011 hämtat från the Wayback Machine.
183. ↑  ”Michael Brecker”. Svenska Dagbladet. 13 juni 2007. https://www.svd.se/a/d8b269b1-df18-3f4c-b88e-1db670499e05/michael-brecker. Läst 12 juli 2023.
184. ↑  ”Chick Corea & Bela Fleck”. Svenska Dagbladet. 14 juni 2007. https://www.svd.se/a/9577dc36-6d89-36a2-a808-5daa5a60396f/chick-corea-bela-fleck. Läst 12 juli 2023.
185. ↑  ”Keith Jarrett - My foolish heart”. Svenska Dagbladet. 17 oktober 2007. https://www.svd.se/a/ef0ca3b1-3f05-3639-8707-816dd047a02b/keith-jarrett-my-foolish-heart. Läst 13 juli 2023.
186. ↑  ”Andreas Pettersson”. Svenska Dagbladet. 9 maj 2007. https://www.svd.se/a/a601d11e-2be3-3656-93d8-719b53782ee5/andreas-pettersson. Läst 13 juli 2023.
187. ↑  ”Mats Öberg”. Svenska Dagbladet. 19 december 2007. https://www.svd.se/a/34bf3154-0c37-3196-81aa-252b5b048788/mats-oberg. Läst 14 juli 2023.
188. ↑  Per Gessles diskografi Arkiverad 20 mars 2012 hämtat från the Wayback Machine.
189. ↑  ”Gitarristen "Sneaky" Pete är död”. Dagens Nyheter. 9 januari 2007. https://www.dn.se/kultur-noje/gitarristen-sneaky-pete-ar-dod/. Läst 12 juli 2023.
190. ↑  ”Jazzsaxofonisten Michael Brecker död”. Dagens Nyheter. 15 januari 2007. https://www.dn.se/kultur-noje/jazzsaxofonisten-michael-brecker-dod/. Läst 12 juli 2023.
191. ↑  ”Colin Thurston”. The Independent. 24 januari 2007. https://www.independent.co.uk/news/obituaries/colin-thurston-433428.html. Läst 12 juli 2023.
192. ↑  ”Mamas & Papas-medlem död”. Helsingborgs Dagblad. 21 januari 2007. https://www.hd.se/2007-01-21/mamas-amp-papas-medlem-dod. Läst 12 juli 2023.
193. ↑  ”Producenten Disco D död”. Svenska Dagbladet. 25 januari 2007. https://www.svd.se/a/87908748-339c-3838-9c75-9f144d9b0923/producenten-disco-d-dod. Läst 12 juli 2023.
194. ↑  ”Kirka Babitzin död”. YLE. 31 januari 2007. https://svenska.yle.fi/a/7-190175. Läst 12 juli 2023.
195. ↑  ”Gian Carlo Menotti är död”. Sveriges Radio. 2 februari 2007. https://sverigesradio.se/artikel/1180054. Läst 12 juli 2023.
196. ↑  ”Frankie Laine död”. SVT Nyheter. 7 februari 2007. https://www.svt.se/kultur/frankie-laine-dod. Läst 12 juli 2023.
197. ↑  ”"Que sera sera"-makaren död”. Dagens Nyheter. 19 februari 2007. https://www.dn.se/kultur-noje/que-sera-sera-makaren-dod/. Läst 12 juli 2023.
198. ↑  ”Skådespelerskan Janet Blair är död”. Dagens Nyheter. 21 februari 2007. https://www.dn.se/kultur-noje/skadespelerskan-janet-blair-ar-dod/. Läst 12 juli 2023.
199. ↑  ”Rockmusikern Billy Thorpe död”. Dagens Nyheter. 1 mars 2007. https://www.dn.se/kultur-noje/rockmusikern-billy-thorpe-dod/. Läst 12 juli 2023.
200. ↑  ”Bostons sångare hittad död”. Göteborgs Posten. 16 mars 2007. https://www.gp.se/kultur/bostons-sångare-hittad-död-1.1150405. Läst 12 juli 2023.
201. ↑  ”Annie Get Your Gun-stjärnan död”. Sundsvalls Tidning. 18 mars 2007. https://www.st.nu/2007-03-18/annie-get-your-gun-stjarnan-dod. Läst 12 juli 2023.
202. ↑  ”Kapellmästaren Egon Kjerrman död”. SVT Nyheter. 13 mars 2007. https://www.svt.se/kultur/kapellmastaren-egon-kjerrman-dod. Läst 12 juli 2023.
203. ↑  ”Mångsidig världsklarinettist död”. Sydsvenskan. 2 april 2007. https://www.sydsvenskan.se/2007-04-02/mangsidig-varldsklarinettist-dod. Läst 12 juli 2023.
204. ↑  ”Kiss-gitarrist död”. Dagens Nyheter. 7 februari 2007. https://www.dn.se/kultur-noje/kiss-gitarrist-dod/. Läst 13 juli 2023.
205. ↑  ”Entertainern Don Ho är död”. Svenska Dagbladet. 15 april 2007. https://www.svd.se/a/09314726-994a-37b6-b721-daeea17f0da0/entertainern-don-ho-ar-dod. Läst 13 juli 2023.
206. ↑  ”Kitty Carlisle Hart död”. Svenska Dagbladet. 19 april 2007. https://www.svd.se/a/4d700a36-4c31-3c0e-9aee-18980cc74ad3/kitty-carlisle-hart-dod. Läst 13 juli 2023.
207. ↑  ”Bobby Pickett, 69, Is dead; scored 'monster' hit”. New York Times. 27 april 2007. https://www.nytimes.com/2007/04/27/arts/music/27pickett.html. Läst 13 juli 2023.
208. ↑  ”Sture Borgedahl”. Dagens Nyheter. 18 juli 2007. https://www.dn.se/arkiv/familj/sture-borgedahl-3/. Läst 13 juli 2023.
209. ↑  ”Fall claims ailing ZARD singer Sakai”. The Japan Times. 29 maj 2007. Arkiverad från originalet den 5 december 2020. https://web.archive.org/web/20201205123630/https://www.japantimes.co.jp/news/2007/05/29/national/fall-claims-ailing-zard-singer-sakai/. Läst 13 juli 2023.
210. ↑  ”Povel Ramel är död”. SVT Nyheter. 6 juni 2007. https://www.svt.se/nyheter/lokalt/stockholm/povel-ramel-ar-dod. Läst 14 juli 2023.
211. ↑  Dansbandsbloggen 8 juni 2007 – Jannez basist död i mc-olycka i natt Arkiverad 23 april 2010 hämtat från the Wayback Machine.
212. ↑  ”Dansk rap-artist död i olycka”. SVT Nyheter. 25 juni 2007. https://www.svt.se/kultur/dansk-rap-artist-dod-i-olycka. Läst 14 juli 2023.
213. ↑  ”Git Gay är död”. Dagens Nyheter. 3 juli 2007. https://www.dn.se/arkiv/familj/git-gay-ar-dod/. Läst 15 juli 2023.
214. ↑  ”Sprudlande operasångerska död”. Sydsvenskan. 3 juli 2007. https://www.sydsvenskan.se/2007-07-03/sprudlande-operasangerska-dod. Läst 15 juli 2023.
215. ↑  ”Saxofonist som skrev "Yakety Sax"”. Sydsvenskan. 5 juli 2007. https://www.sydsvenskan.se/2007-07-05/saxofonist-som-skrev-yakety-sax. Läst 15 juli 2023.
216. ↑  ”En av sångarna i The Drifters”. Sydsvenskan. 7 juli 2007. https://www.sydsvenskan.se/2007-07-07/en-av-sangarna-i-the-drifters. Läst 15 juli 2023.
217. ↑  ”Rockstjärna hittad död”. Expressen. 14 juli 2007. https://www.expressen.se/noje/rockstjarnan-hittad-dod-3189215/. Läst 15 juli 2023.
218. ↑  ”Farewell to Girlschool's Kelly Johnson (1958-2007)”. Rolling Stone. 16 juli 2007. https://www.rollingstone.com/music/music-news/farewell-to-girlschools-kelly-johnson-1958-2007-174218/. Läst 15 juli 2023.
219. ↑  ”Skrev känd signaturmelodi”. Sydsvenskan. 24 juli 2007. https://www.sydsvenskan.se/2007-07-24/skrev-kand-signaturmelodi. Läst 15 juli 2023.
220. ↑  ”Lars Forssell avliden”. SVT Nyheter. 26 juli 2007. https://www.svt.se/nyheter/inrikes/lars-forssell-avliden-1. Läst 15 juli 2023.
221. ↑  ”Countrysångaren Hazlewood död”. Göteborgs Posten. 5 augusti 2007. https://www.gp.se/kultur/countrysångaren-hazlewood-död-1.1151615. Läst 15 juli 2023.
222. ↑  ”Factory Records grundare död”. Dagens Nyheter. 10 augusti 2007. https://www.dn.se/kultur-noje/factory-records-grundare-dod/. Läst 15 juli 2023.
223. ↑  ”Jeopardy's skapare död”. Svenska Dagbladet. 12 augusti 2007. https://www.svd.se/a/09d50cdd-519c-3eab-b635-dc15c18e2023/jeopardys-skapare-dod. Läst 15 juli 2023.
224. ↑  ”Tichon Chrennikov”. Dagens Nyheter. 18 augusti 2007. https://www.dn.se/arkiv/familj/tichon-chrennikov/. Läst 15 juli 2023.
225. ↑  ”Jazzmusikern Max Roach död”. SVT Nyheter. 16 augusti 2007. https://www.svt.se/kultur/jazzmusikern-max-roach-dod. Läst 15 juli 2023.
226. ↑  ”Fick vansinnesattack av antirökpillret”. Expressen. 22 november 2007. https://www.expressen.se/halsoliv/fick-vansinnesattack-av-antirokpillret/. Läst 16 juli 2023.
227. ↑  ”Operasångaren Luciano Pavarotti är död”. Sveriges Radio. 6 september 2007. https://sverigesradio.se/artikel/1581675. Läst 16 juli 2023.
228. ↑  ”St Thomas hittad död”. Sydsvenskan. 11 september 2007. https://www.sydsvenskan.se/2007-09-11/st-thomas-hittad-dod. Läst 16 juli 2023.
229. ↑  ”Jazzlegenden Joe Zawinul död”. Svenska Dagbladet. 11 september 2007. https://www.svd.se/a/c10f9f30-073d-3f93-a59a-a30e1dd2ebe8/jazzlegenden-joe-zawinul-dod. Läst 16 juli 2023.
230. ↑  ”Lady Jaye Breyer P-orridge”. The Independent. 23 oktober 2007. https://www.independent.co.uk/news/obituaries/lady-jaye-breyer-porridge-397604.html. Läst 16 juli 2023.
231. ↑  ”Tose Proeski död”. Expressen. 16 oktober 2007. https://www.expressen.se/noje/musik/tose-proeski-dod/. Läst 16 juli 2023.
232. ↑  ”Sångerskan Teresa Brewer död”. Dagens Nyheter. 18 oktober 2007. https://www.dn.se/kultur-noje/sangerskan-teresa-brewer-dod/. Läst 16 juli 2023.
233. ↑  ”Rat Packs Joey Bishop död”. Dagens Nyheter. 18 oktober 2007. https://www.dn.se/kultur-noje/rat-packs-joey-bishop-dod/. Läst 16 juli 2023.
234. ↑  ”Reggaestjärna dödskjuten i Sydafrika”. Sydsvenskan. 19 oktober 2007. https://www.sydsvenskan.se/2007-10-19/reggaestjarna-dodsskjuten-i-sydafrika. Läst 16 juli 2023.
235. ↑  ”Ministrys basist död”. Göteborgs Posten. 21 oktober 2007. https://www.gp.se/kultur/ministrys-basist-död-1.1152295. Läst 16 juli 2023.
236. ↑  ”Sångaren Robert Goulet död”. Svenska Dagbladet. 31 oktober 2007. https://www.svd.se/a/5ea631e6-9ff8-3af4-af3e-807c7efeb33f/sangaren-robert-goulet-dod. Läst 16 juli 2023.
237. ↑  ”Countryartisten Hank Thompson är död”. Kristianstadsbladet. 8 november 2007. https://www.kristianstadsbladet.se/familj/countryartisten-hank-thompson-ar-dod/. Läst 17 juli 2023.
238. ↑  ”Norska artisten Grethe Kausland död”. Svenska Dagbladet. 16 november 2007. https://www.svd.se/a/745ed08d-485c-3ddd-87a5-17b7769a61fd/norska-artisten-grethe-kausland-dod. Läst 17 juli 2023.
239. ↑  ”Quiet Riot-sångare död”. Helsingborgs Dagblad. 27 november 2007. https://www.hd.se/2007-11-27/quiet-riot-sangare-dod. Läst 17 juli 2023.
240. ↑  ”Mexikansk sångare bortförd och dödad”. SVT Nyheter. 4 december 2007. https://www.svt.se/kultur/mexikansk-sangare-bortford-och-dodad. Läst 17 juli 2023.
241. ↑  ”Pimp C död”. Dagens Nyheter. 5 december 2007. https://www.dn.se/kultur-noje/pimp-c-dod/. Läst 17 juli 2023.
242. ↑  ”Karlheinz Stockhausen död”. Svenska Dagbladet. 7 december 2007. https://www.svd.se/a/88ba4fa6-687d-3f46-99f9-760886c88e20/karlheinz-stockhausen-dod. Läst 17 juli 2023.
243. ↑  ”Thore Skogman död”. SVT Nyheter. 10 december 2007. https://www.svt.se/kultur/thore-skogman-dod-3. Läst 17 juli 2023.
244. ↑  ”Ike Turner död”. Aftonbladet. 12 december 2007. https://www.aftonbladet.se/nojesbladet/a/OnkLJO/ike-turner-dod. Läst 17 juli 2023.
245. ↑  ”Dan Fogelberg död”. Dagens Nyheter. 18 december 2007. https://www.dn.se/kultur-noje/dan-fogelberg-dod/. Läst 17 juli 2023.
246. ↑  ”Pianisten Oscar Peterson död”. Sveriges Radio. 24 december 2007. https://sverigesradio.se/artikel/1796166. Läst 17 juli 2023.
247. ↑  ”Giovanni Jaconelli är död”. Svenska Dagbladet. 5 januari 2008. https://www.svd.se/a/26572827-0027-3212-92d5-5c70ecab3fd9/giovanni-jaconelli-ar-dod. Läst 17 juli 2023.
248. ↑  ”Skådespelaren Markuu Peltola död”. YLE. 31 december 2007. https://svenska.yle.fi/a/7-240978. Läst 17 juli 2023.